# Negre
|  | Per a altres significats, vegeu «Negre (desambiguació)». |

El negre és un color pur que indica l'absència de color o de llum. És un color acromàtic, sense tonalitat, com el blanc o el gris. El negre és la percepció visual de màxima foscor, per mor de la inexistència de fotorecepció, no per causa biològica sinó per absència total de flux lluminós, o bé per una intensitat de flux per sota del llindar de percepció. Hom pot dir que el negre és el color més fosc. El terme negre és un dels mots més comuns per als colors, ja que segons la teoria dels termes bàsics de color tots els idiomes el diferencien semànticament. De fet, juntament amb el blanc, és el primer a diferenciar-se La paraula negre deriva del llatí nĭger, nĭgra, nĭgrum.
També és possible que per contrast es vegi una cosa de color negre. Aquest és el cas de les taques negres del Sol. Una altra possibilitat és de combinar els tres colors primaris de tal manera que aquests absorbeixin la llum de l'espectre visible.
En física s'anomena cos negre el cos que absorbeix tota l'energia, alhora que és un emissor ideal.
Sovint s'utilitza simbòlicament per representar la foscor. El blanc i el negre s'han utilitzat sovint per descriure oposats com ara bé i mal, anys obscurs i segle de les llums, i nit i dia. Des de l'edat mitjana, el negre ha estat el color simbòlic de la solemnitat i l'autoritat, i per aquesta raó encara és utilitzat habitualment per jutges i magistrats.
El negre va ser un dels primers colors utilitzats en les pintures rupestres del Neolític. S'utilitzava a l'antic Egipte i Grècia com a color de l'inframon. A l'Imperi romà, es va convertir en el color del dol, i al llarg dels segles s'associava freqüentment amb la mort, el mal, la bruixes i la màgia. Al segle xiv, va ser usat per la reialesa, el clergat, els jutges i els funcionaris governamentals en bona part d'Europa. Es va convertir en el color que van utilitzar els poetes romàntics, els negociants i els estadistes anglesos al segle xix, i un color d'alta moda al segle xx. Segons algunes enquestes a Europa i al nord d'Amèrica, és el color més associat amb el dol, el final, els secrets, la màgia, la força, la violència, la maldat i l'elegància.
La tinta negra és el color més utilitzat per imprimir llibres, diaris i documents, ja que proporciona el contrast més alt amb el paper blanc i, per tant, és el color més fàcil de llegir. De la mateixa manera, el text negre sobre una pantalla blanca és el format més comú utilitzat a les pantalles d'ordinador. A partir de setembre de 2019, els enginyers del MIT fabriquen el material més fosc a partir de nanotubs de carboni alineats verticalment.

## Art

### Prehistòric

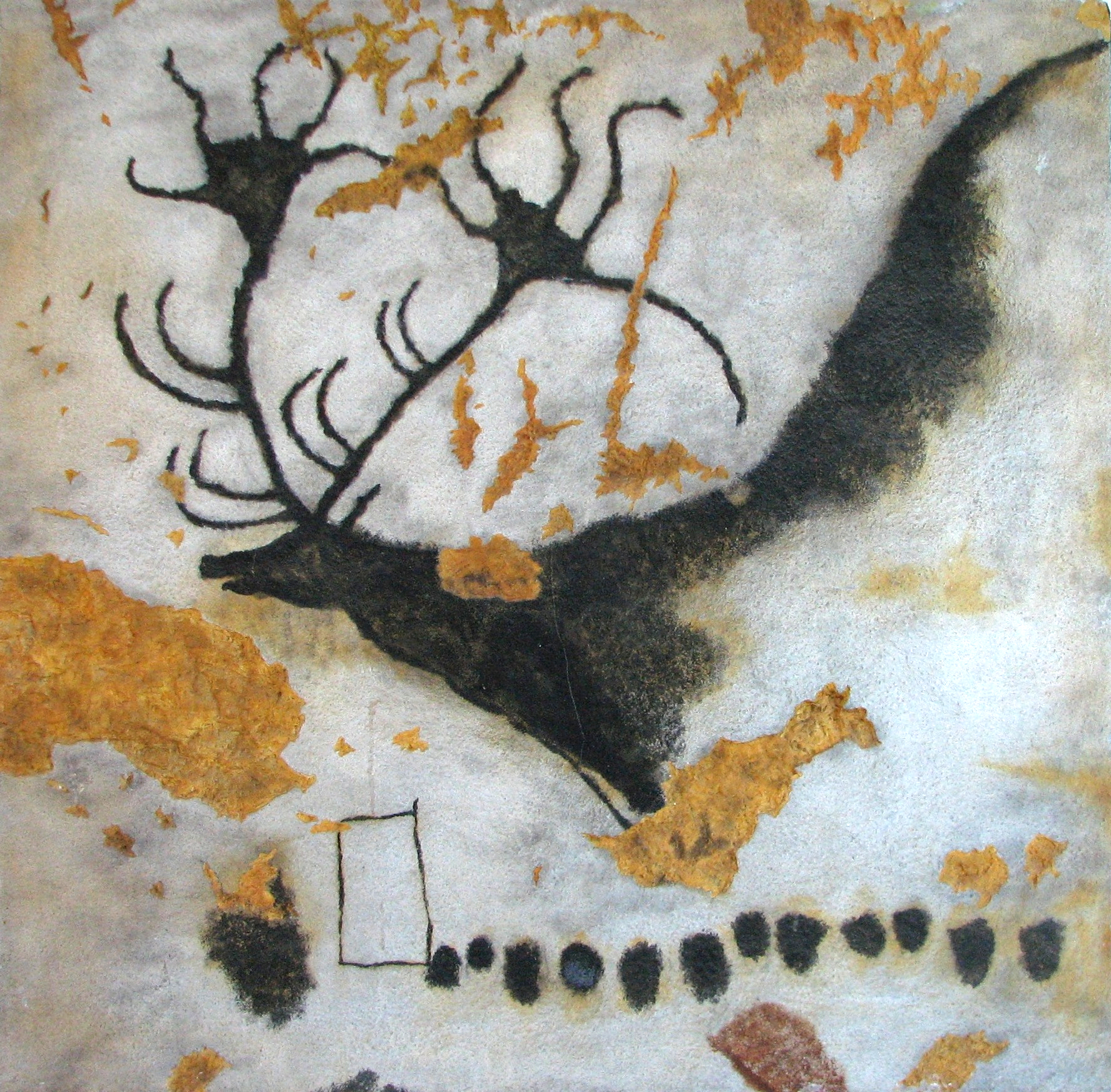
Megaloceros: art rupestre a Lascaux

El negre va ser un dels primers colors utilitzats en art. Les coves de Lascaux a l'estat francès contenen dibuixos de toros i altres animals dibuixats per artistes del Paleolític fa entre 18.000 i 17.000 anys. Van començar utilitzant carbó vegetal, i més tard van aconseguir pigments més foscos cremant ossos o triturant una pols d'òxid de manganès.

### Antic
Per als antics egipcis, el negre tenia connotacions positives, perquè era el color de la fertilitat i el ric sòl negre inundat pel Nil. Era el color d'Anubis, el déu de l'inframon, que va prendre la forma d'un xacal negre i va oferir protecció contra el mal als morts. Per als antics grecs, el negre representava l'inframon, separat dels vius pel riu Aqueront, l'aigua del qual corria negra. Els que havien comès els pitjors pecats eren enviats al Tàrtar, el nivell més profund i fosc. Al centre hi havia el palau de l'Hades, el rei de l'inframon, on s'asseia en un tron negre de banús. El negre era un dels colors més importants utilitzats pels artistes grecs antics. Al segle vi aC , van començar a fer ceràmica de figures negres i més tard ceràmica de figures vermelles, utilitzant una tècnica molt original. En ceràmica de figures negres, l'artista pintava figures en negre sobre el color natural de la terrissa. Posteriorment van invertir el procés, pintant els espais entre les figures. Això va crear magnífiques figures vermelles sobre un fons negre brillant.
En llatí, la paraula per a negre, ater i enfosquir, atere, s'associava amb crueltat, brutalitat i maldat. El negre també era el color nou de la mort i el dol. Al segle ii aC els magistrats romans van començar a portar una toga fosca, anomenada toga pulla, en les cerimònies fúnebres. Més tard, sota l'imperi, la família del difunt també va vestir durant un llarg període de colors foscos; posteriorment, després d'un banquet per marcar el final del dol, canviava la toga negra per una toga blanca. En la poesia romana, la mort s'anomenava hora nigra, l'hora negra.
Els pobles germànics i escandinaus van adorar la seva pròpia dea de la nit, Nótt, que creuava el cel en un carro tirat per un cavall negre. També temien a Hel, la dea del regne dels morts, la pell de la qual era negra per un costat i vermella per l'altre. També tenien per sagrat el corb. Creien que Odin, el rei del panteó nòrdic, tenia dos corbs negres, Huginn i Muninn, que servien com els seus agents, viatjant pel món per ell, mirant i escoltant.

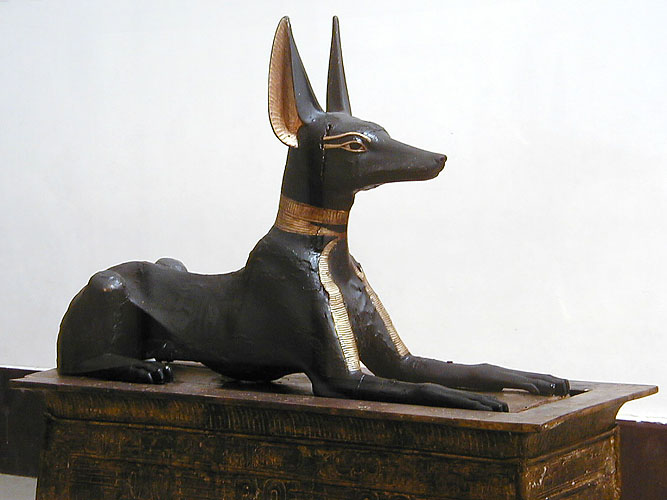
Estàtua d'Anubis, guardià de l'inframon, de la tomba de Tutankamon
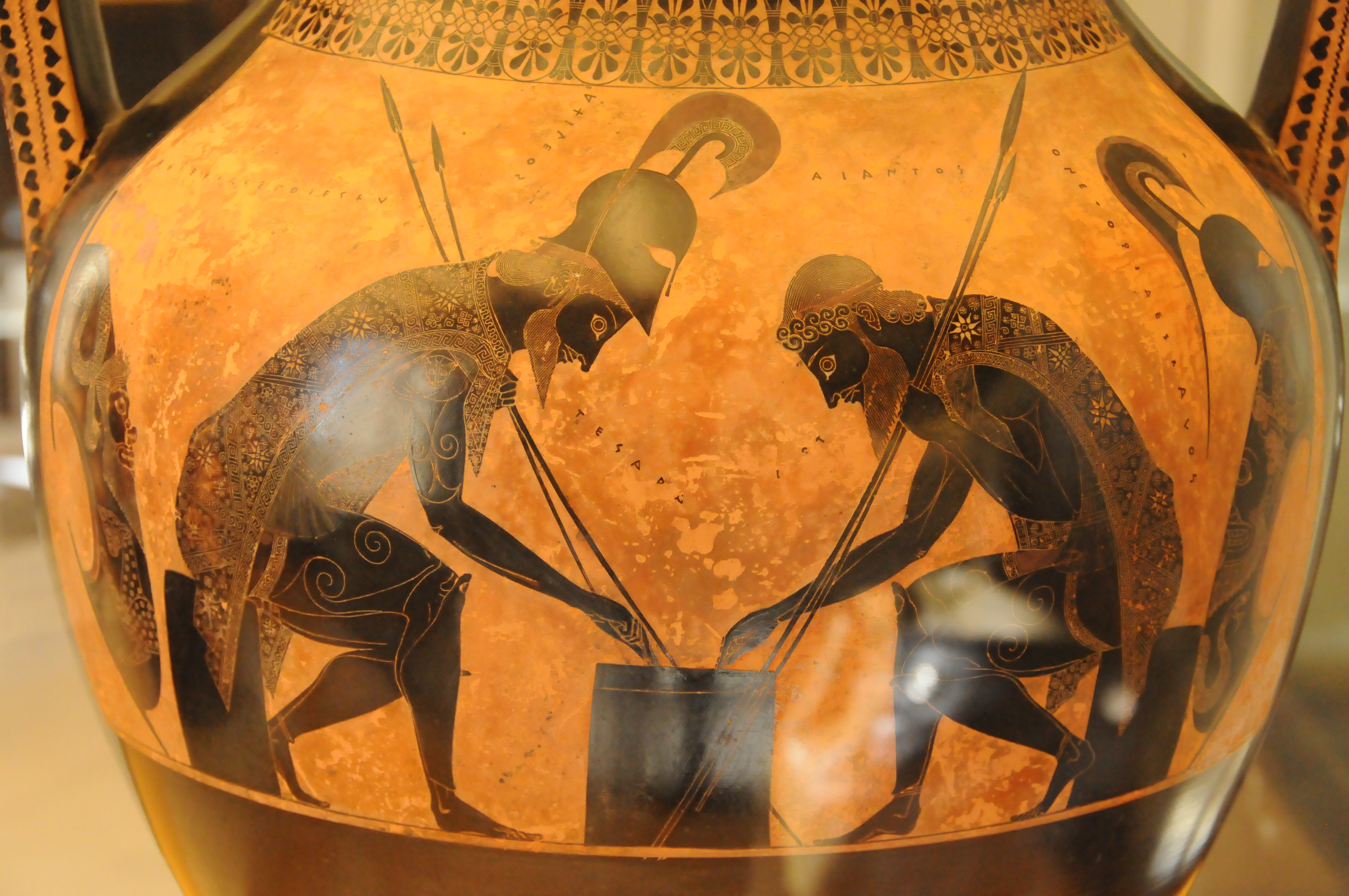
Ceràmica de figures negres grega. Àiax i Aquil·les jugant, cap al 540–530 aC (Museus del Vaticà)
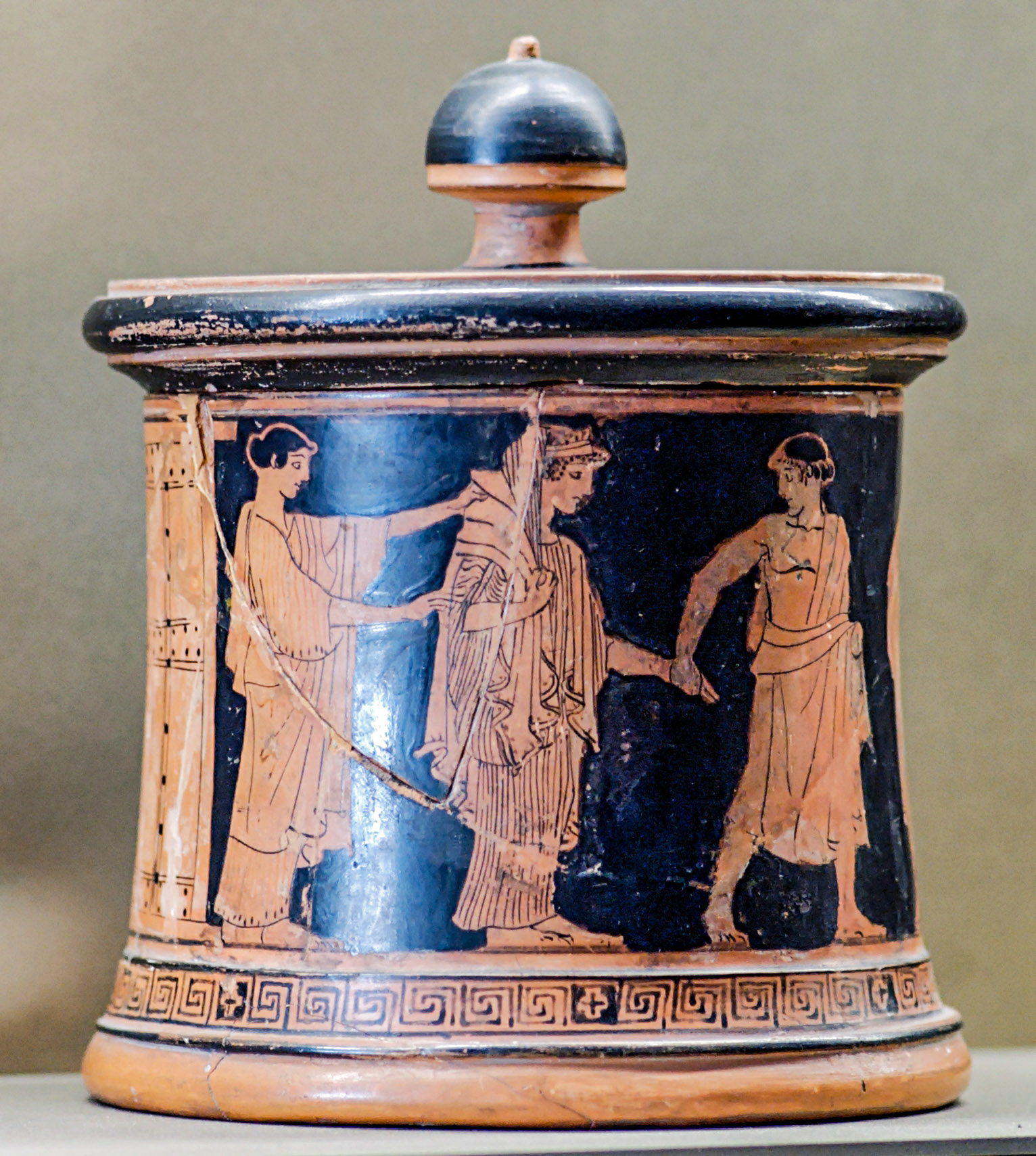
Ceràmica de figures vermelles amb fons negre. Retrat de Tetis, cap al 470–480 aC (El Louvre)

### Postclàssic
Als inicis de l'edat mitjana, el negre s'associava comunament amb la foscor i el mal. En les pintures medievals, el diable es representava generalment amb forma humana, però amb ales i pell o cabell negre.
En la moda, el negre no tenia el prestigi del vermell, el color de la noblesa. Va ser usat pels monjos benedictins com a senyal d'humilitat i penitència. Al segle segle xii va esclatar una famosa disputa teològica entre els monjos cistercencs, que vestien de blanc, i els benedictins, que vestien de negre. Un abat benedictí, Pere el Venerable, va acusar els cistercencs d'un orgull excessiu de vestir de blanc en comptes de negre. Sant Bernat de Claravall, fundador dels cistercencs, va respondre que el negre era el color del diable, l'infern, «de la mort i el pecat», mentre que el blanc representava «la puresa, la innocència i totes les virtuts».
El negre simbolitzava tant el poder com el secret al món medieval. L'emblema del Sacre Imperi romanogermànic d'Alemanya era una àguila negra. El cavaller negre en la poesia de l'edat mitjana era una figura enigmàtica, que amagava la seva identitat, normalment embolicada en secret.
La tinta negra, inventada a la Xina, s'utilitzava tradicionalment a l'edat mitjana per escriure, per la senzilla raó que el negre era el color més fosc i, per tant, proporcionava el major contrast amb el paper o el pergamí blanc, convertint-lo en el color més fàcil de llegir. Es va fer encara més important al segle segle xv, amb la invenció de la impressió. Es va crear un nou tipus de tinta, la tinta d'impremta, amb sutge, trementina i oli de nou. La nova tinta va permetre difondre idees a un públic massiu mitjançant llibres impresos, i popularitzar l'art mitjançant impressions i gravats en blanc i negre. Pel seu contrast i claredat, la tinta negra sobre paper blanc continuà sent l'estàndard per a la impressió de llibres, diaris i documents; i per la mateixa raó, el text negre sobre fons blanc és el format més comú utilitzat a les pantalles d'ordinador.

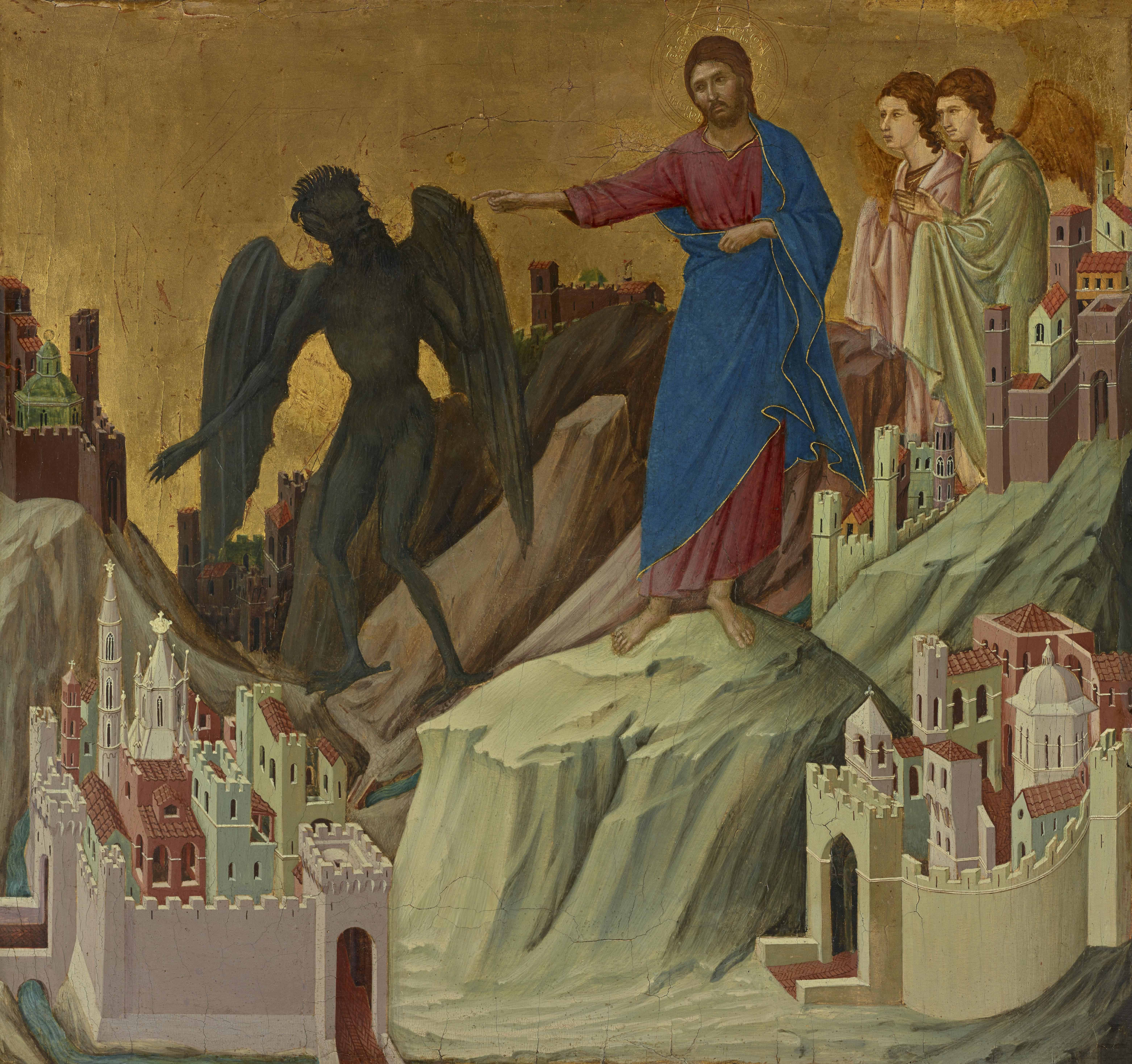
El pintor italià Duccio di Buoninsegna va mostrar Crist expulsant el Diable, mostrat cobert de cabells negres eriçats (1308–11)
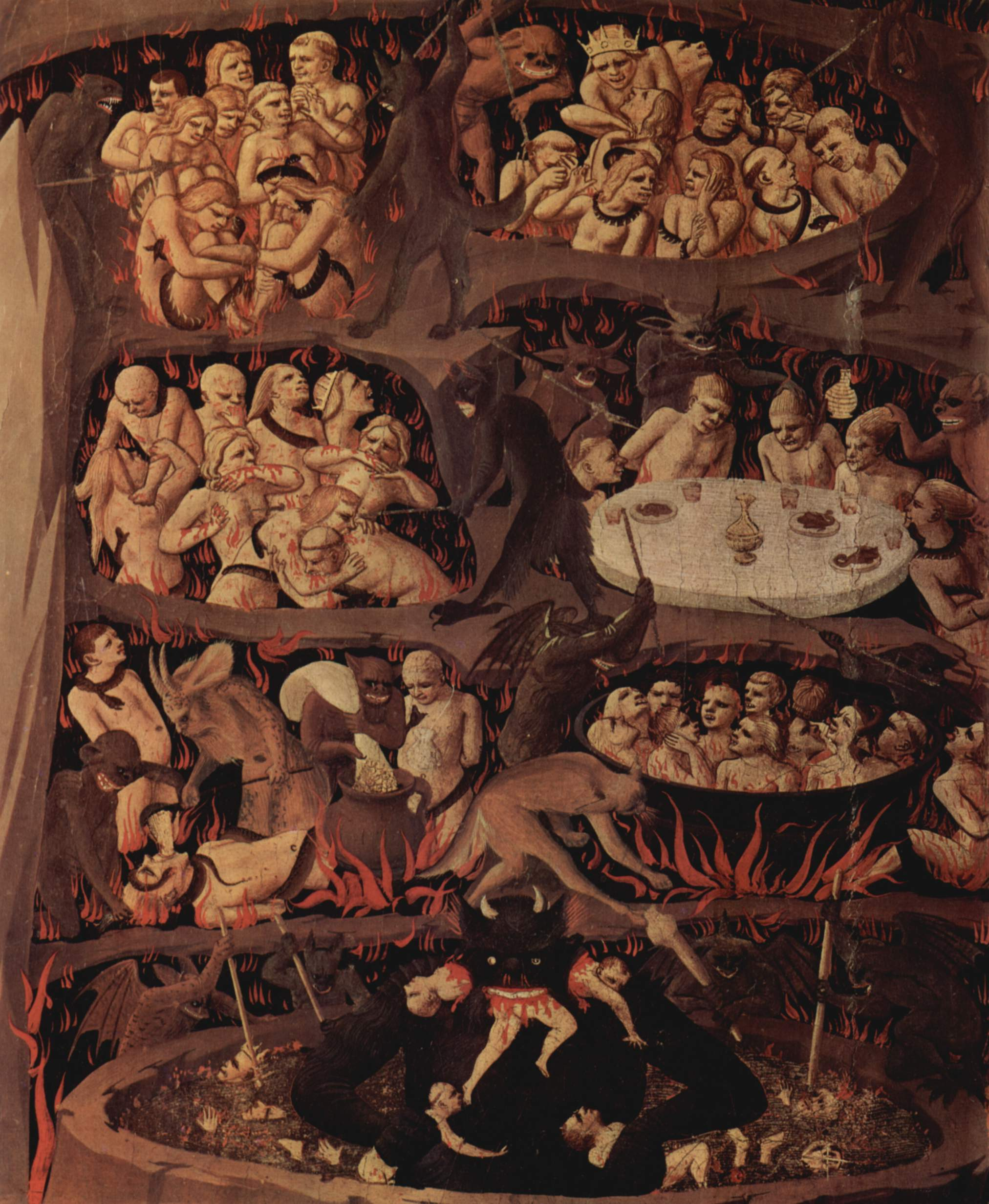
La pintura del segle segle xv del Judici Final de Fra Angelico (1395–1455) representava l'infern amb un diable negre viu devorant pecadors
Retrat d'un monjo de l'orde benedictí (1484)
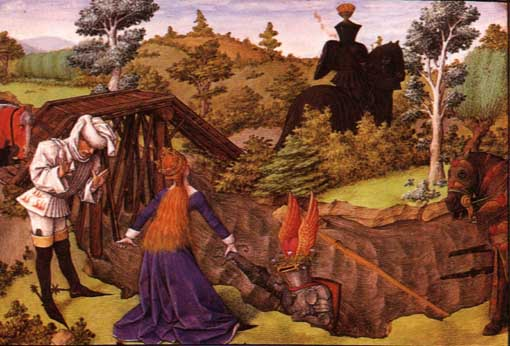
El cavaller negre en una pintura en miniatura d'un romanç medieval, Le Livre du cœur d'amour épris (cap al 1460)
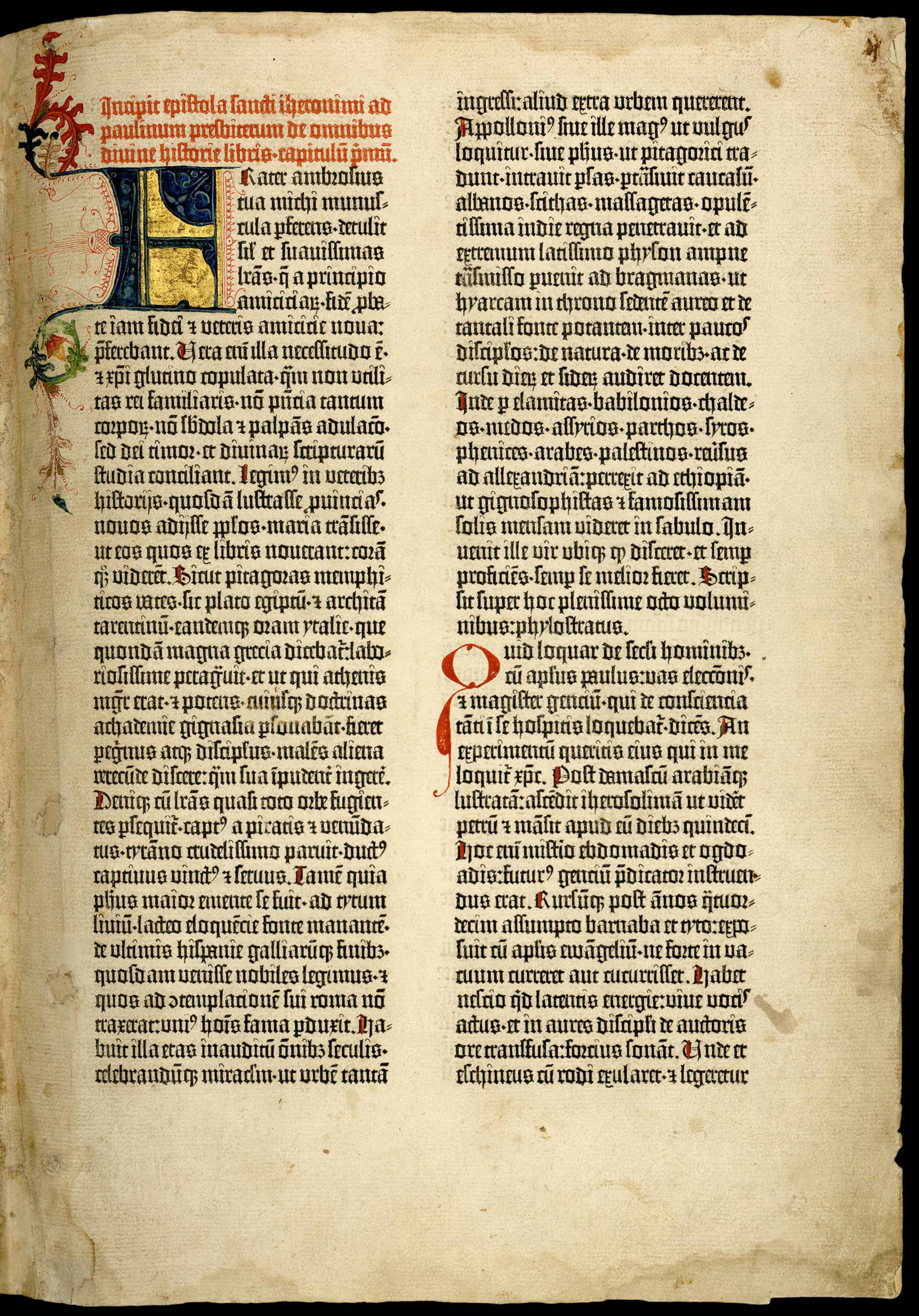
Bíblia de Gutenberg (1451–1452), amb tinta negra pel major contrast amb el paper blanc

A principis de l'edat mitjana, els prínceps, els nobles i els rics solien vestir amb colors brillants, especialment amb capes de color escarlata d'Itàlia. El negre poques vegades formava part de l'armari d'una família noble. L'única excepció era la pell del sable. Aquest pelatge negre brillant, d'un animal de la família de les martes, era el pèl més fi i més car d'Europa. S'importava de Rússia i Polònia, i s'utilitzava per retallar els vestits de la reialesa.
Al segle xiv, l'estatus del negre començà a canviar. En primer lloc, els tints negres d'alta qualitat van començar a arribar al mercat, permetent peces d'un negre profund i ric. Magistrats i funcionaris del govern començaren a portar túnica negra, com a mostra de la importància i seriositat dels seus càrrecs. Una tercera raó era l'aprovació de lleis sumptuàries en algunes parts d'Europa que prohibien l'ús de roba costosa i certs colors a qualsevol persona excepte als membres de la noblesa. Les famoses capes escarlata brillant de Venècia i les teles blau paó de Florència estaven restringides a la noblesa. Els banquers i comerciants rics del nord d'Itàlia van respondre canviant la seva roba per bates negres, fetes amb les teles més cares.
El canvi al negre més auster però elegant fou ràpidament imitat pels reis i la noblesa. Començà al nord d'Itàlia, on el duc de Milà, el comte de Savoia i els governants de Màntua, Ferrara, Rímini i Urbino van començar a vestir-se de negre. Després s'estengué a França, dirigida per Lluís I d'Orleans, germà petit del rei Carles VI de França. Es traslladà a Anglaterra al final del regnat de Ricard II d'Anglaterra (1377–1399), i tota la cort va començar a vestir-se de negre. El 1419–20, el negre es convertí en el color del poderós duc de Borgonya, Felip el Bo. Es traslladà a l'estat espanyol, on es va convertir en el color dels Habsburg, de Carles V i del seu fill, Felip II (1527–1598). Els governants europeus ho van veure com el color del poder, la dignitat, la humilitat i la temprança. A finals del segle xvi, era el color que portaven gairebé tots els monarques d'Europa i les seves corts.

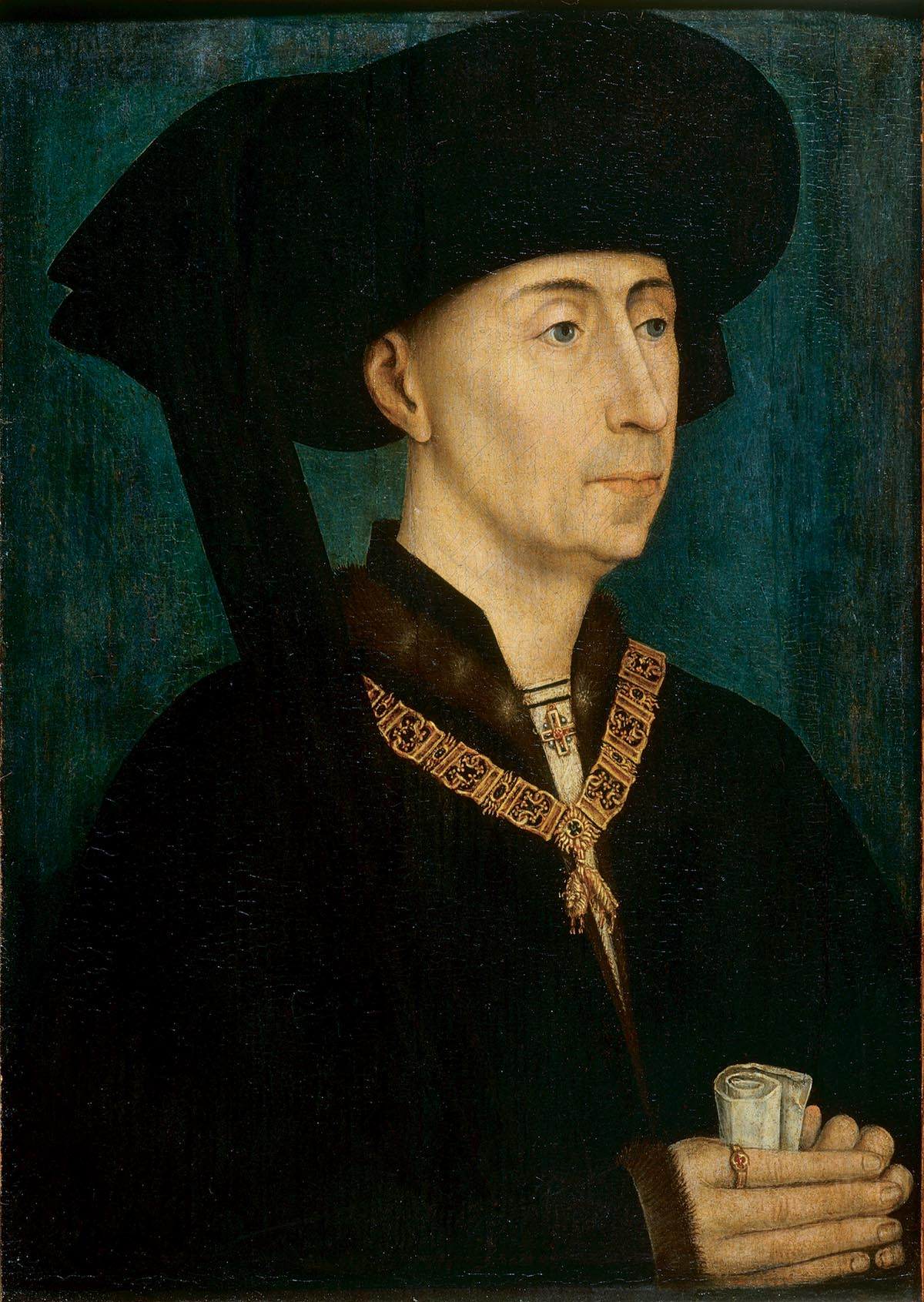
Felip el Bo cap al 1450, per Rogier van der Weyden
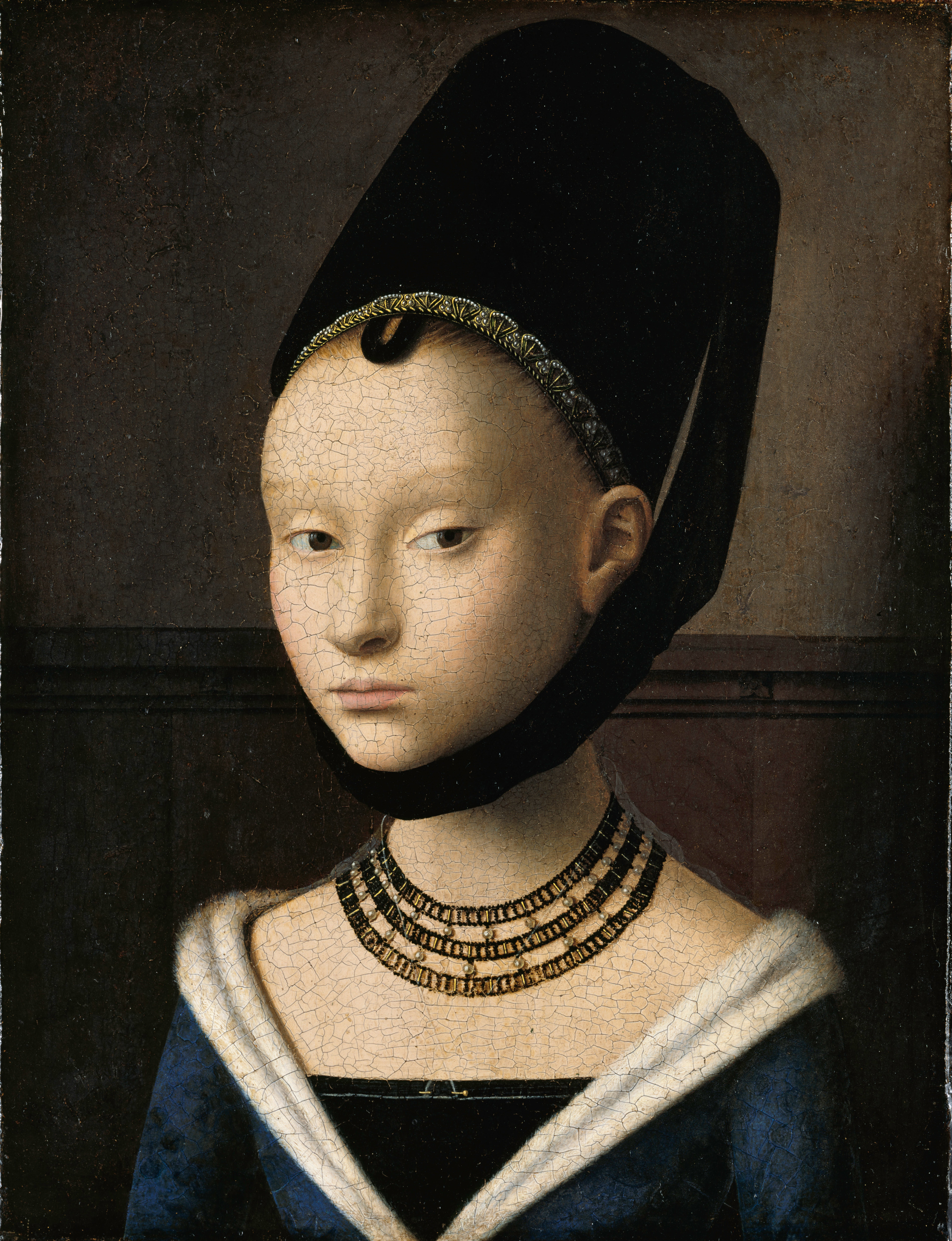
Retrat d'un dona jove per Petrus Christus (cap al 1470)
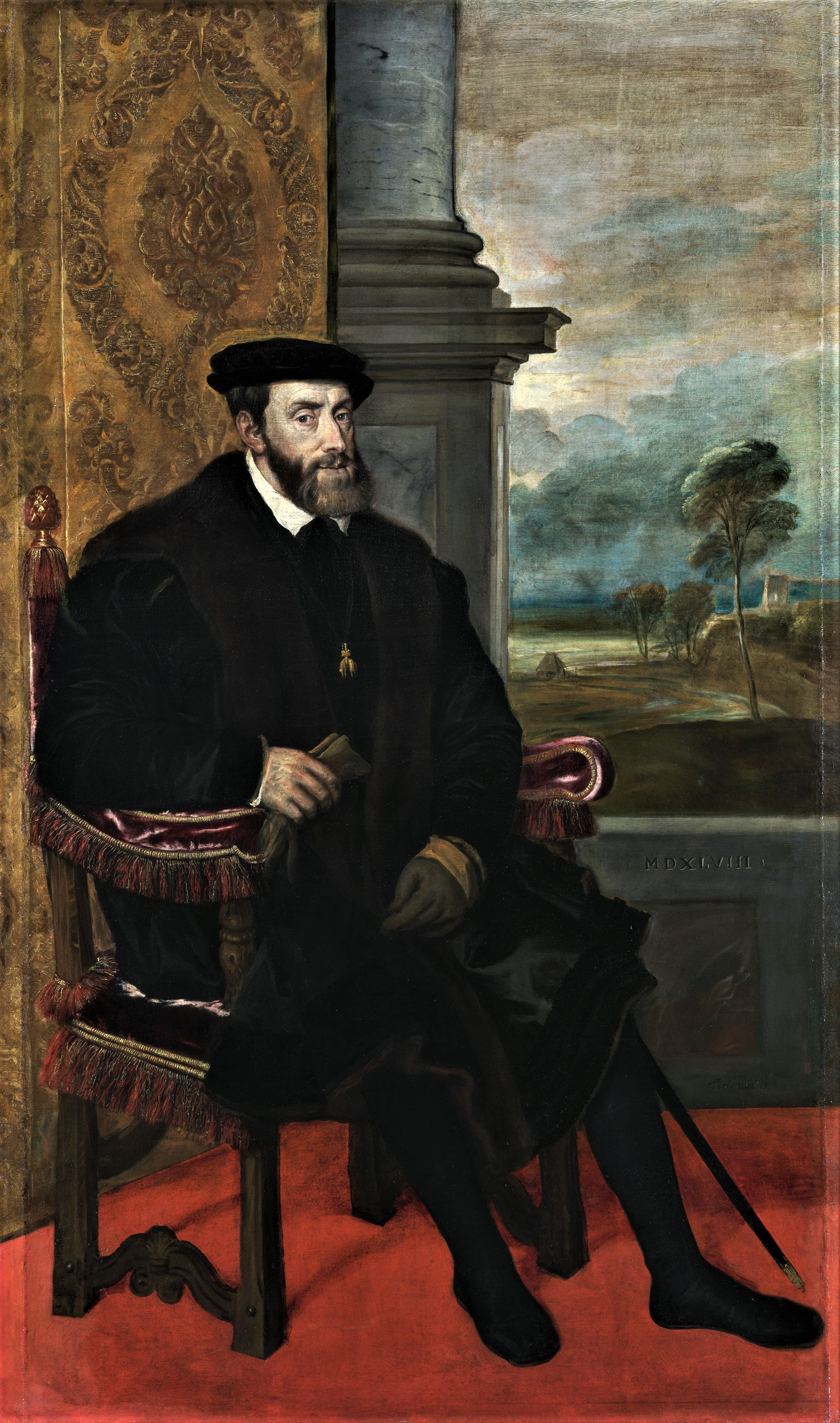
Carles V del Sacre Imperi (1500–1558), per Ticià
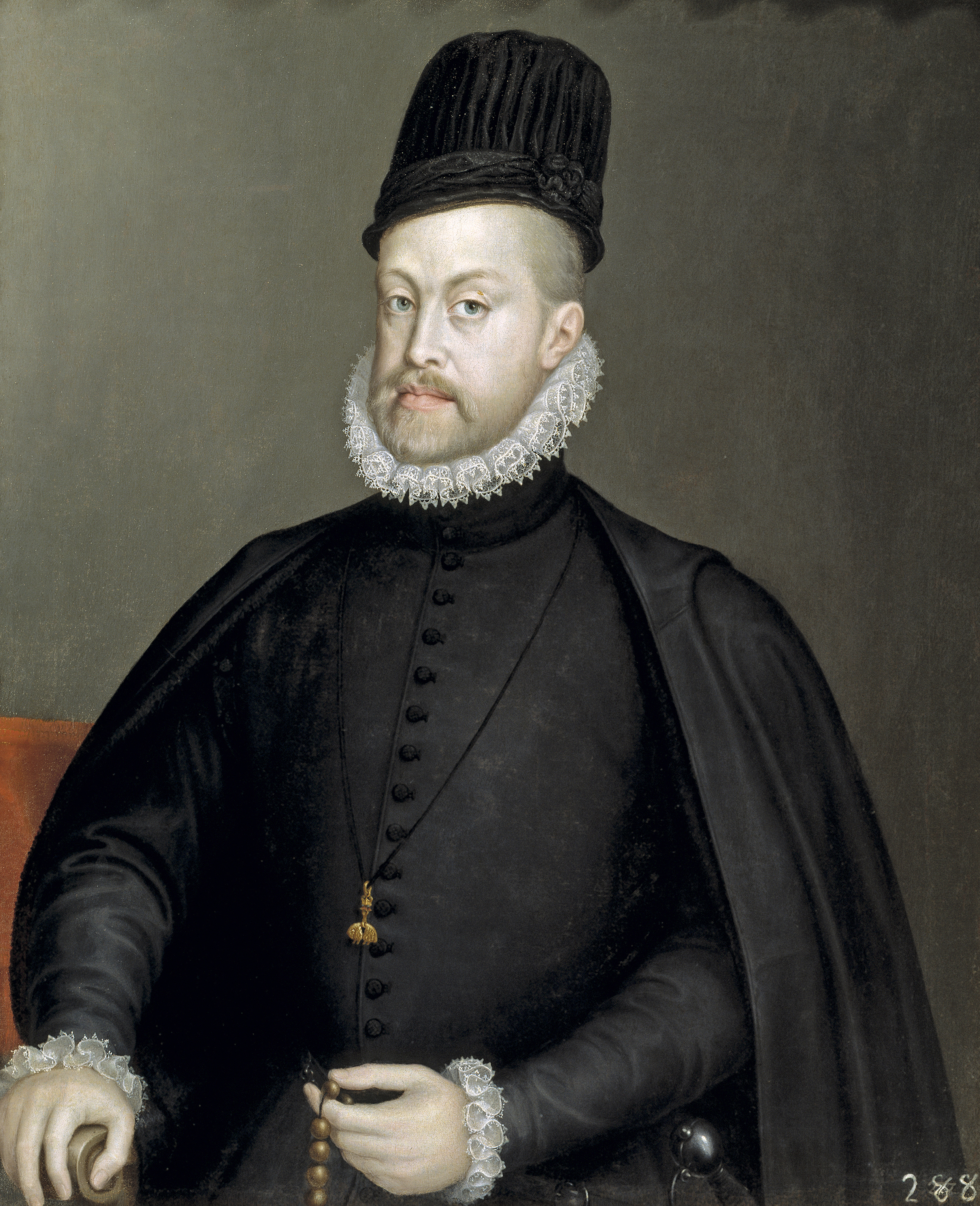
Retrat de Felip II (1527–1598)

### Edat moderna
Si bé el negre era el color que portaven els governants catòlics d'Europa, també era el color emblemàtic de la Reforma protestant a Europa i dels puritans a Anglaterra i Amèrica. Jean Cauvin, Philipp Melanchthon i altres teòlegs protestants van denunciar els interiors ricament acolorits i decorats de les esglésies catòliques romanes. Veien el color vermell, usat pel papa i els seus cardenals, com el color del luxe, el pecat i la bogeria humana. En algunes ciutats del nord d'Europa, les turbes van atacar esglésies i catedrals, van destrossar els vitralls i van desfigurar les estàtues i la decoració. En la doctrina protestant, la roba era sòbria, senzilla i discreta. Els colors brillants van ser desterrats i substituïts per negres, marrons i grisos; es recomanava a les dones i als nens vestir de blanc.
Als Països Baixos protestants, Rembrandt utilitzà aquesta nova paleta sòbria de negres i marrons per crear retrats els rostres dels quals emergien de les ombres expressant les emocions humanes més profundes. Els pintors catòlics de la Contrareforma, com Rubens, van anar en sentit contrari; van omplir els quadres de colors vius i rics. Les noves esglésies barroques de la Contrareforma normalment brillaven de color blanc a l'interior i estaven plenes d'estàtues, frescos, marbre, or i pintures de colors per atreure el públic. Però els catòlics europeus de totes les classes, com els protestants, finalment van adoptar un vestuari sobri, que era majoritàriament negre, marró i gris.

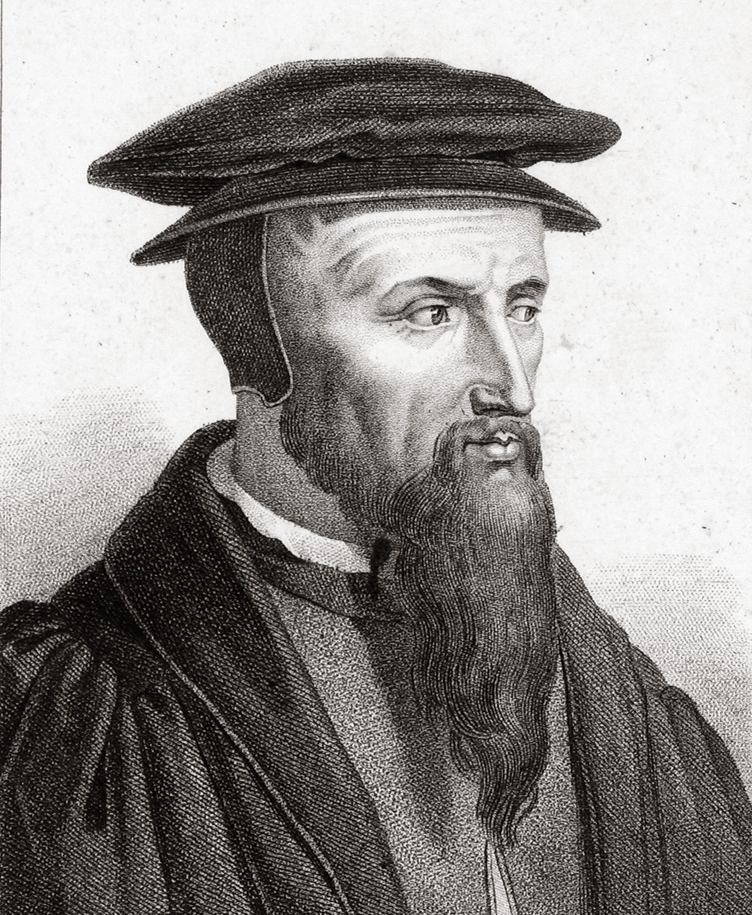
El teòleg suís Jean Cauvin denuncià els colors brillants que portaven els sacerdots catòlics romans i la decoració colorida de les esglésies
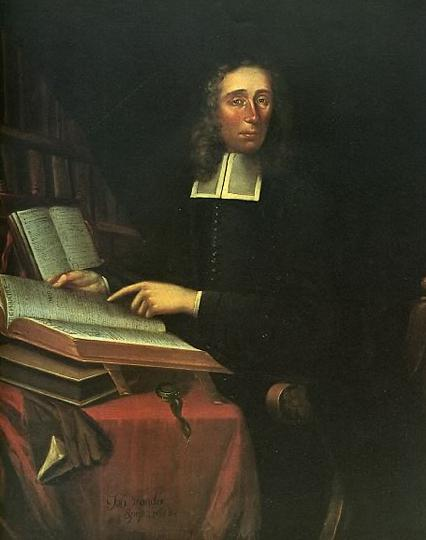
Increase Mather, un clergue purità nord-americà (1688)
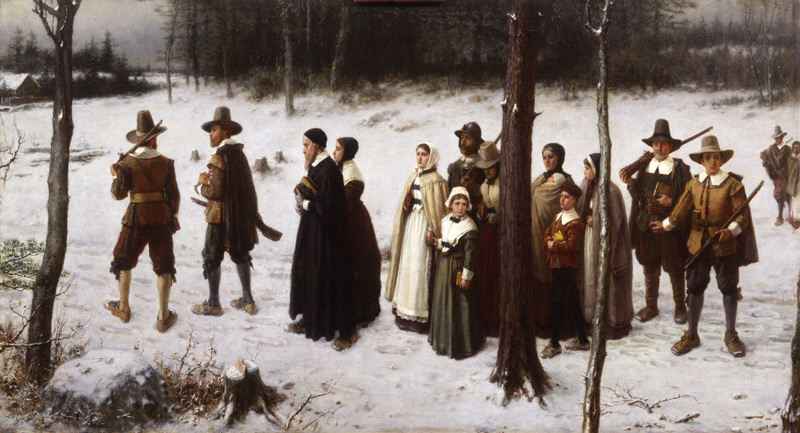
Pelegrins americans a Nova Anglaterra que van a l'església (pintura de George Henry Boughton, 1867)
Rembrandt, Autorretrat (1659)
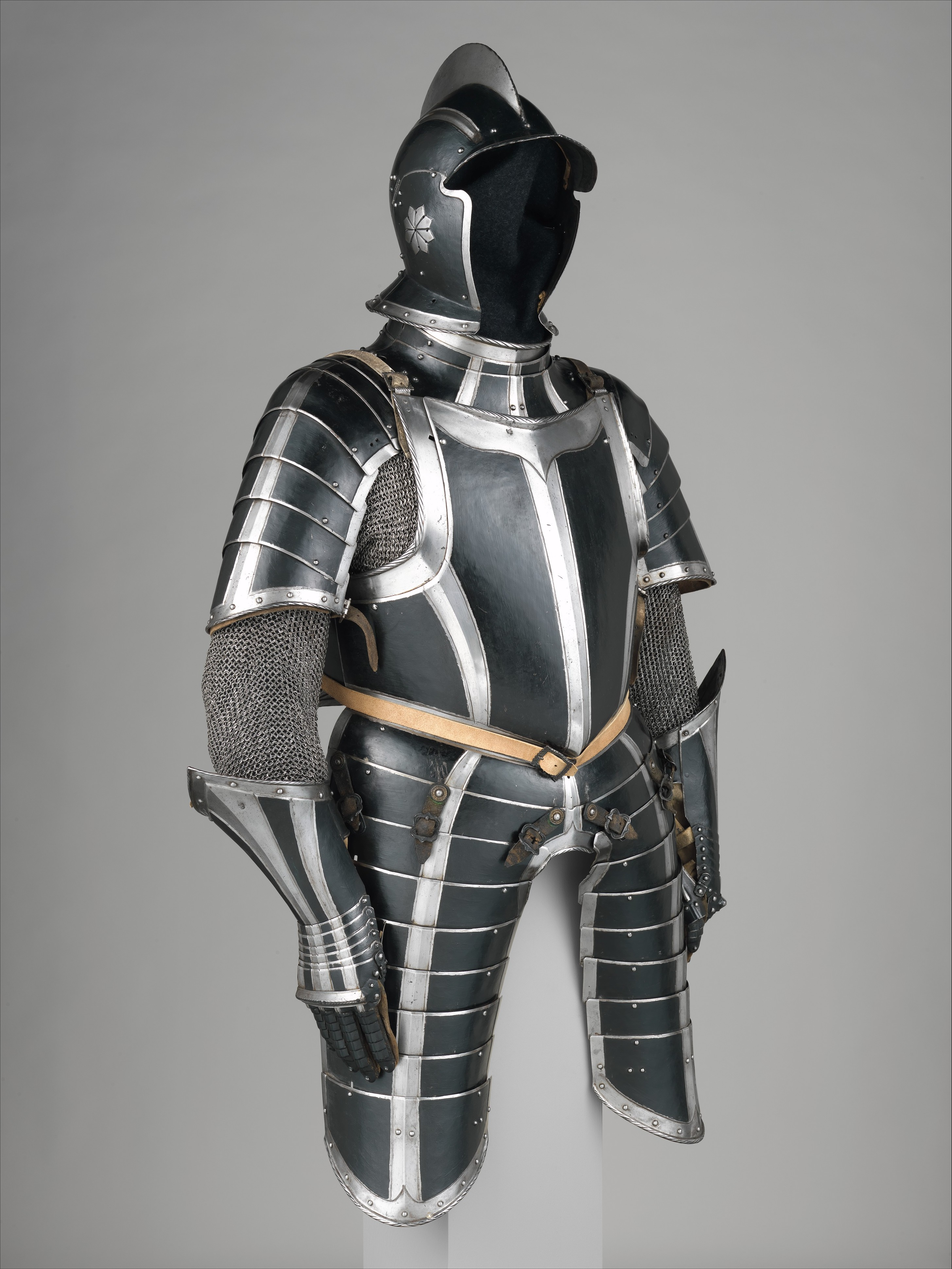
Vestit d'armadura alemanya pintat de negre fet cap a l'any 1600. Com passa amb molts vestits, el negre de la peça s'utilitza per contrastar amb colors més clars

A la segona part del segle segle xvii, Europa i Amèrica van viure una epidèmia de por a la bruixeria. La gent creia àmpliament que el diable apareixia a mitjanit en una cerimònia anomenada Missa negra o dissabte negre, generalment en forma d'animal negre, sovint una cabra, un gos, un llop, un os, un cérvol o un gall, acompanyat dels seus esperits familiars, gats negres, serps i altres criatures negres. Aquest va ser l'origen de la superstició generalitzada sobre els gats negres i altres animals negres. Al Flandes medieval, en una cerimònia anomenada Kattenstoet, es van llançar gats negres des del campanar de la Sala dels Draps d'Ypres per protagir-lo de la bruixeria.
Els judicis de bruixes eren habituals tant a Europa com a Amèrica durant aquest període. Durant el notori judici a les bruixes de Salem a Nova Anglaterra el 1692–93, hi va haver una acusació de poder convertir-se en una "cosa negra amb una gorra blava" i d'altres de tenir familiars en forma de gos negre, un gat negre i un ocell negre. Dinou dones i homes van ser penjats com a bruixes i bruixots.
Al segle XVIII durant l'època de la Il·lustració europea, el negre va retrocedir com a color de moda. París es va convertir en la capital de la moda, i els pastels, els blaus, els verds, el groc i el blanc es van convertir en els colors de la noblesa i les classes altes.

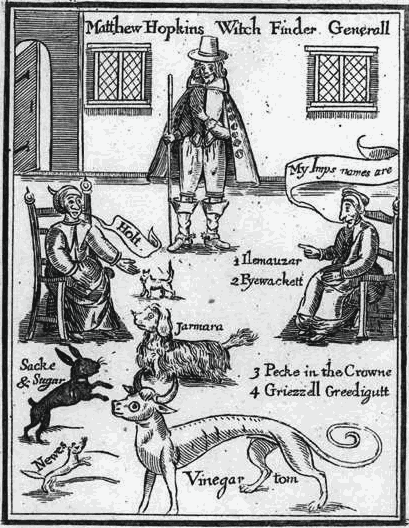
Un manual anglès sobre la caça de bruixes (1647), que mostra una bruixa amb els seus esperits familiars
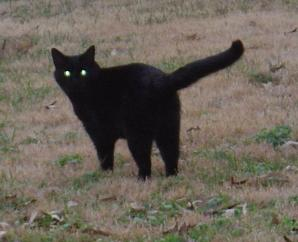
El gats negres han estat acusats durant segles de ser esperits familiars de les bruixes o de portar mala sort

### Edat contemporània
Després de la Revolució Francesa, el negre va tornar a ser el color dominant. Fou el color de la Revolució industrial, alimentat en gran part pel carbó, i més tard pel petroli. Gràcies al fum del carbó, els edificis de les grans ciutats d'Europa i Amèrica es van tornar negres. El 1846 l'àrea industrial de West Midlands d'Anglaterra era "comunament anomenada el Black Country", literalment 'País Negre'. Charles Dickens i altres escriptors van descriure els carrers foscos i els cels fumats de Londres, i es van il·lustrar vívidament en els gravats de l'artista francès Gustave Doré.
Un tipus diferent de negre fou una part important del moviment romàntic en la literatura. El negre era el color de la melancolia, el tema dominant del Romanticisme. Les novel·les de l'època estaven plenes de castells, ruïnes, masmorres, tempestes i reunions a mitjanit. Els poetes principals del moviment es representaven generalment vestits de negre, amb una camisa blanca i coll obert, i una bufanda descurada sobre l'espatlla, Percy Bysshe Shelley i Lord Byron van ajudar a crear l'estereotip perdurable del poeta romàntic.
La invenció de tints negres sintètics econòmics i la industrialització tèxtil van fer que la roba negra d'alta qualitat estigués disponible per primera vegada per a la població en general. Al segle segle xix, el negre esdevingué gradualment el color més popular del vestit de negocis de les classes mitjanes i altes a Anglaterra, Europa i Amèrica.
El negre va dominar la literatura i la moda al segle segle xix, i va tenir un paper important en la pintura. James McNeill Whistler feu del color el tema de la seva pintura més famosa, Arranjament en gris i negre nº 1 (1871), també coneguda com Retrat de la mare de l'artista o Retrat de la mare de Whistler.
Alguns pintors francesos del segle xix tenien una mala opinió del negre: "Rebutja el negre", va dir Paul Gauguin, "i aquesta barreja de blanc i negre que anomenen gris. Res és negre, res és gris". Però Édouard Manet utilitzà els negres per la seva força i efecte dramàtic. El retrat de Manet de la pintora Berthe Morisot era un estudi en negre que captava perfectament el seu esperit d'independència. El negre donava a la pintura poder i immediatesa; fins i tot canvià els seus ulls, que eren verds, per negres, per reforçar l'efecte. Henri Matisse cità l'impressionista francès Pissarro dient-li: "Manet és més fort que tots nosaltres; ha fet llum amb el negre".
Pierre-Auguste Renoir va utilitzar negres lluminosos, especialment en els seus retrats. Quan algú li deia que el negre no era un color, Renoir responia: "Què et fa pensar això? El negre és la reina dels colors. Sempre he detestat el blau de Prússia. Vaig intentar substituir el negre per una barreja de vermell i blau, vaig intentar utilitzar blau cobalt o ultramarí, però sempre vaig tornar al negre ivori."
Vincent van Gogh va utilitzar línies negres per perfilar molts dels objectes dels seus quadres, com ara el llit del famós quadre del seu dormitori, separant-los. La seva pintura de corbs negres sobre un camp de blat de moro, pintada poc abans de morir, era especialment agitada i inquietant. A finals del segle segle xix, el negre també es convertí en el color de l'anarquisme.

Retrat de la mare de l'artista (1871) per James McNeill Whistler
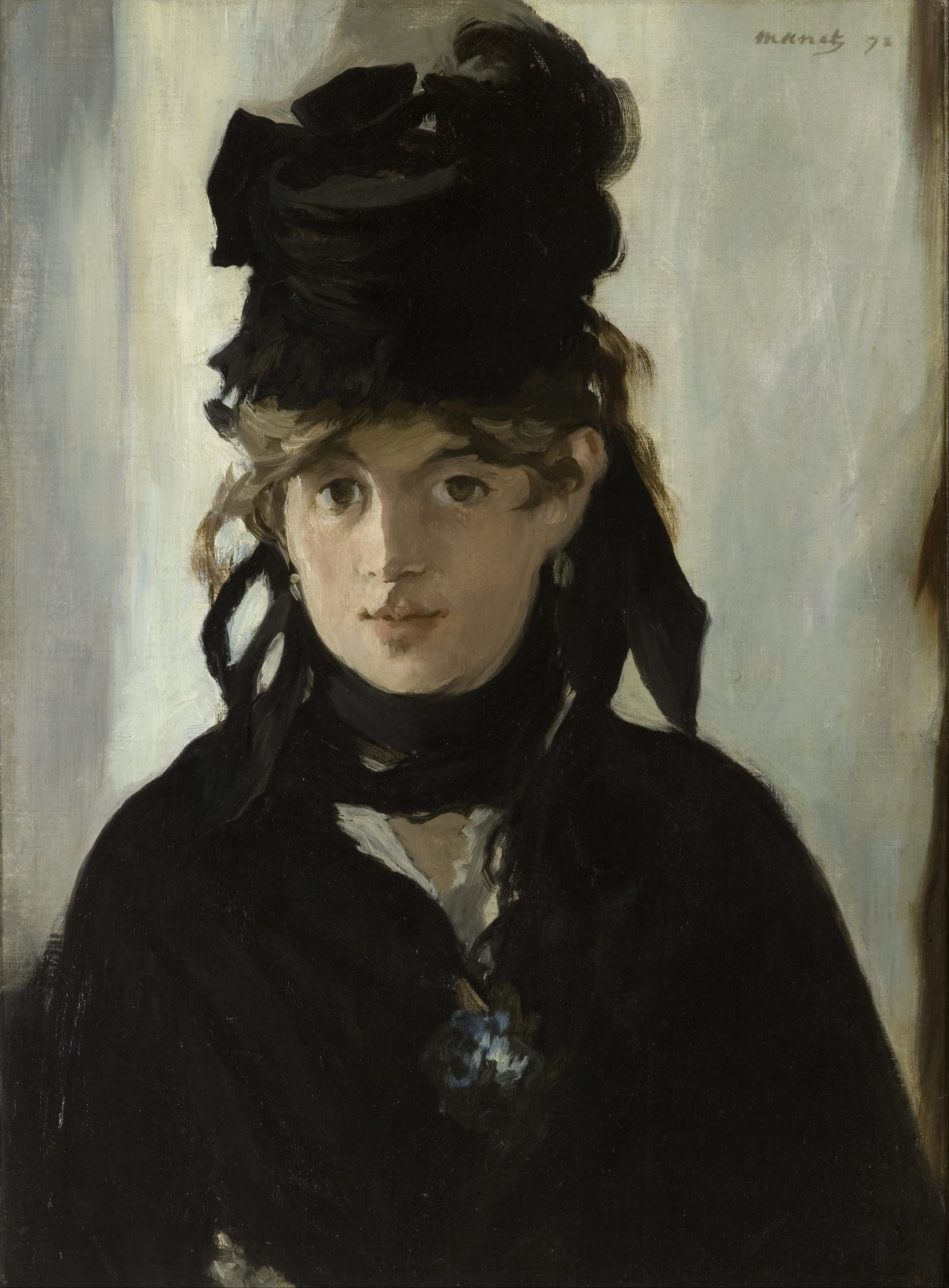
Berthe Morisot amb un ram de violetes, per Édouard Manet (1872)
El ball de l'Òpera (1873) per Édouard Manet, mostra el domini del negre en el vestit de nit parisenc
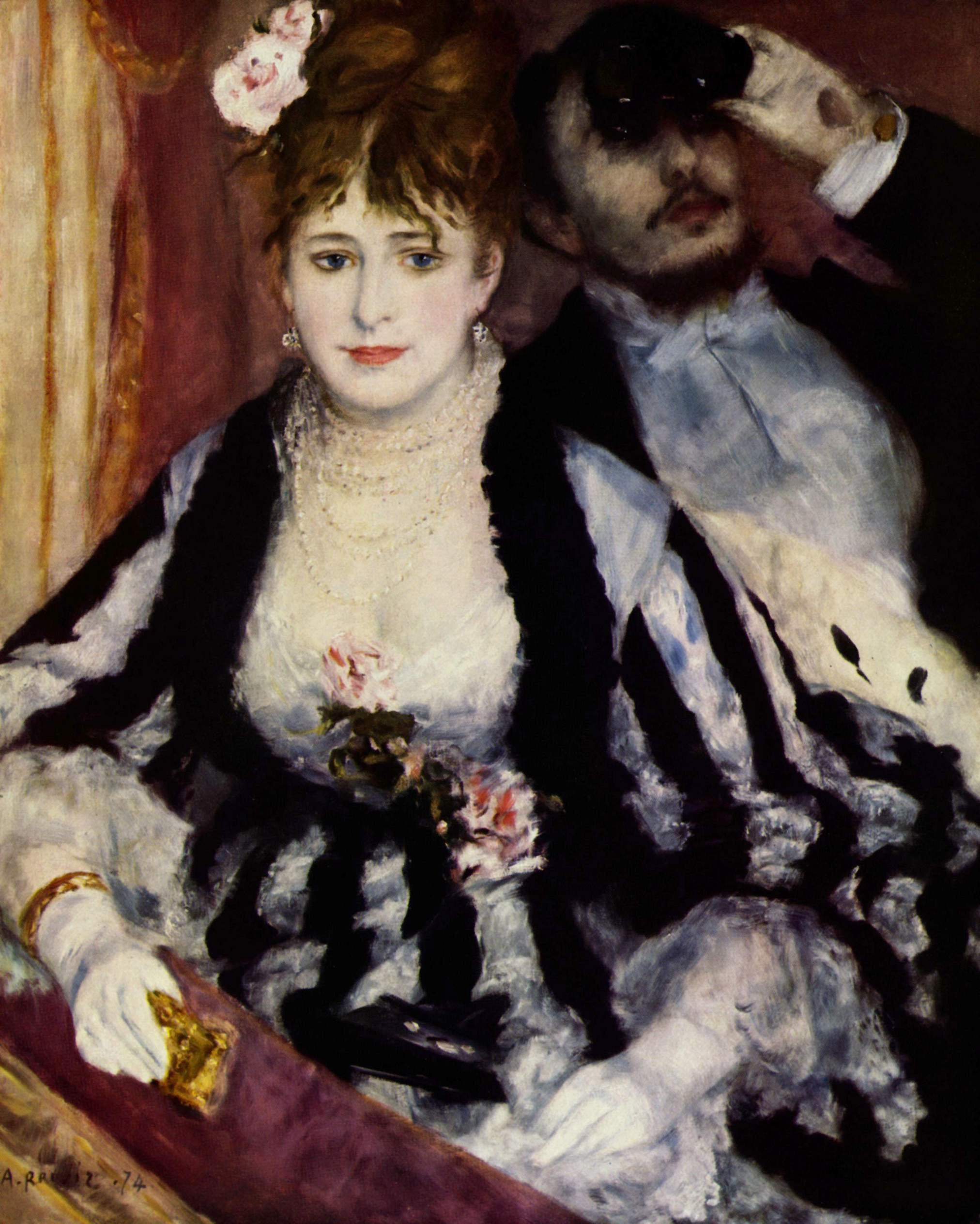
La llotja (1874) per Pierre-Auguste Renoir, captava la lluminositat del teixit negre a la llum
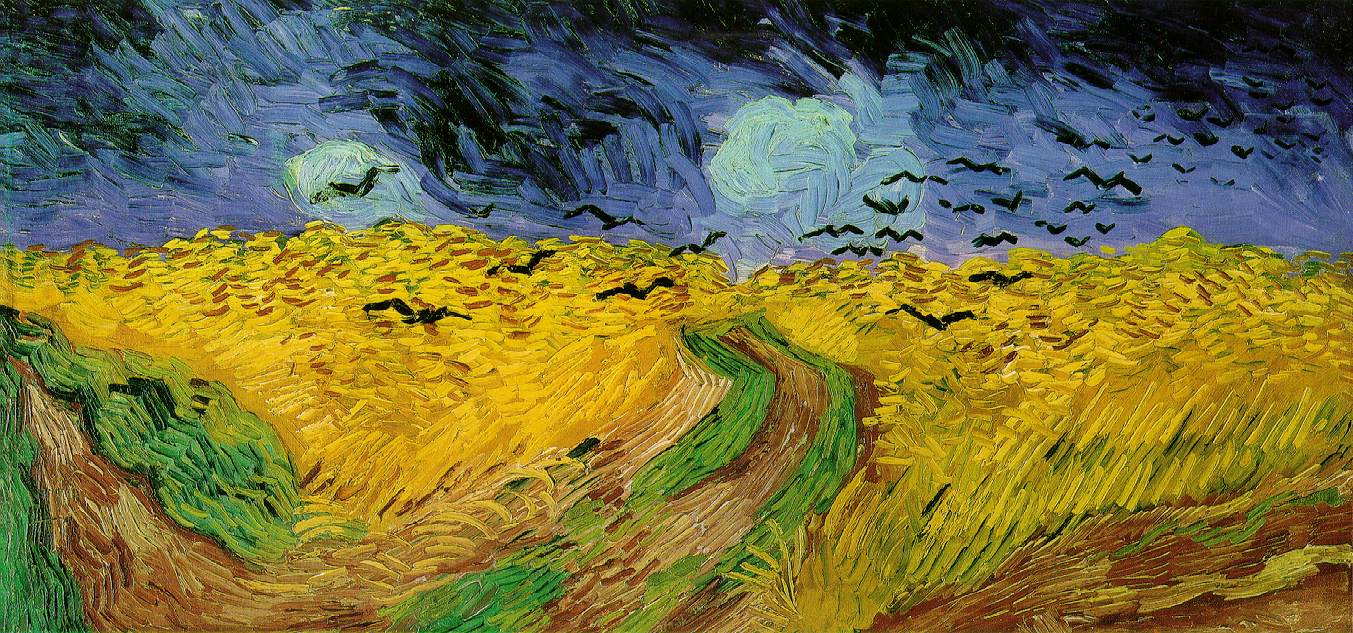
Camp de blat amb corbs (1890), una de les últimes pintures de Vincent van Gogh, captura el seu estat d'ànim agitat

Al segle xx, el negre va ser el color del feixisme italià i alemany.
En l'art, el negre recuperà part del territori que havia perdut durant el segle xix. El pintor rus Kazimir Malèvitx, membre del moviment suprematista, creà el Quadrat negre sobre fons blanc el 1915, que es considera àmpliament la primera pintura purament abstracta. Va escriure: "L'obra pintada ja no és simplement la imitació de la realitat, sinó que és aquesta mateixa realitat... No és una demostració d'habilitat, sinó la materialització d'una idea".
El negre també va ser apreciat per Henri Matisse. "Quan no sabia quin color posar, hi posava el negre", va dir el 1945. "El negre és una força: vaig utilitzar el negre com a llast per simplificar la construcció... Des dels impressionistes sembla que va fer un progrés continu, prenent una part cada cop més important en l'orquestració del color, comparable a la del contrabaix com a instrument solista."
A la dècada de 1950, el negre arribà a ser un símbol de la individualitat i de la rebel·lió intel·lectual i social, el color d'aquells que no acceptaven les normes i els valors establerts. A París, el van portar intel·lectuals i intèrprets de l'esquerra com Juliette Gréco, i alguns membres de la generació beat a Nova York i San Francisco. Les bandes de motocicletes com els Hells Angels i les bandes de carrer als marges de la societat dels Estats Units portaven jaquetes de cuir negre. El negre com a color de rebel·lió se celebrà en pel·lícules com El salvatge, amb Marlon Brando. A finals del segle segle xx, el negre era el color emblemàtic de la subcultura punk i la subcultura gòtica. La moda gòtica, que sorgí a Anglaterra a la dècada de 1980, es va inspirar en el vestit de dol de l'època victoriana.
El moviment afroamericà pels drets civils dels anys 50 fou una lluita per la igualtat política dels afroamericans. Es va convertir en el moviment Black Power a finals de la dècada de 1960 i 1970, i popularitzà l'eslògan "Black is Beautiful" (el negre és bonic).

## Ciència

### Física
En l'espectre visible, el negre és el resultat de l'absorció de tots els colors. Es pot definir com la impressió visual experimentada quan cap llum visible arriba a l'ull. Els pigments o tints que absorbeixen la llum en lloc de reflectir-la en l'ull "es veuen negres". Tanmateix, un pigment negre pot resultar d'una "combinació" de diversos pigments que absorbeixen col·lectivament tots els colors. Si es barregen proporcions adequades de tres pigments primaris, el resultat reflecteix tan poca llum que s'anomena "negre". Això proporciona dues descripcions superficialment oposades, però en realitat complementàries del negre. El negre és l'absorció de tots els colors de la llum, o una combinació exhaustiva de múltiples colors de pigment.

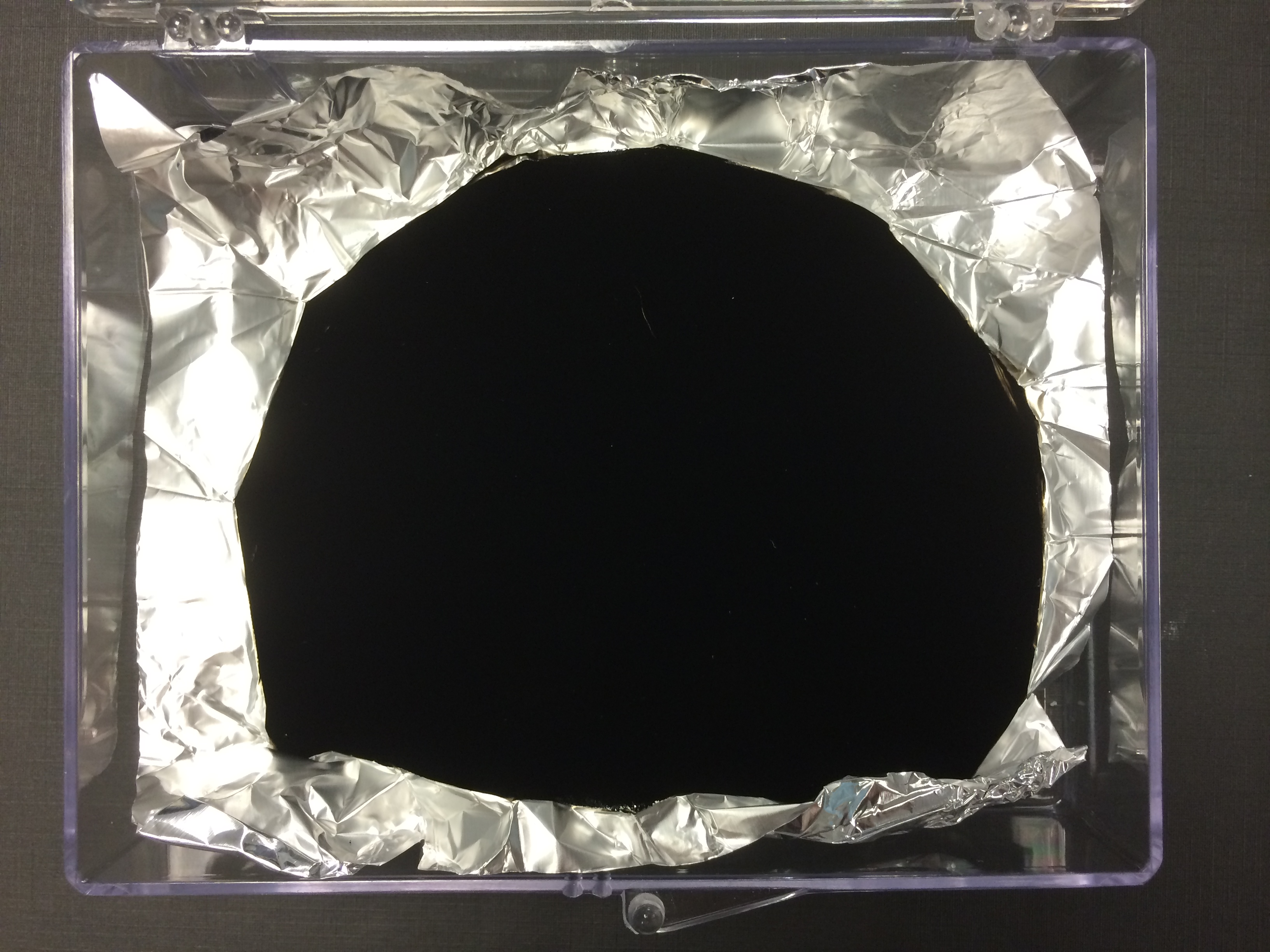
Vantablack era la substància coneguda més negra fins al 2019

En física, un cos negre és un perfecte absorbent de llum, però, per una regla termodinàmica, també és el millor emissor. Per tant, el millor refredament radiatiu, fora de la llum solar, és utilitzar pintura negra, encara que és important que sigui negra (un absorbent gairebé perfecte) a l'infraroig també. En ciència elemental, la llum ultraviolada llunyana s'anomena "llum negra" perquè, encara que no es veu, fa que molts minerals i altres substàncies siguin fosforescents.
L'absorció de la llum contrasta amb la transmitància, reflexió i difusió, en què la llum només es redirigeix, fent que els objectes apareguin transparents, reflectants o blancs, respectivament. Es diu que un material és negre si la major part de la llum que entra és absorbida per igual en la matèria. La llum (radiació electromagnètica en l'espectre visible) interactua amb els àtoms i les molècules, la qual cosa fa que l'energia de la llum es pugui convertir en altres formes d'energia, normalment calor. Això vol dir que les superfícies negres poden actuar com a col·lectors tèrmics, absorbint la llum i generant calor (vegeu panell solar tèrmic).
Des de setembre de 2019, el material més fosc està fet de nanotubs de carboni alineats verticalment. El material fou cultivat per enginyers del MIT i es va informar que absorbia el 99,995% de qualsevol llum entrant. Això supera els materials més foscos anteriors, inclòs el Vantablack, que té una taxa d'absorció màxima del 99,965% de l'espectre visible.

### Química

#### Pigments
Els primers pigments utilitzats per l'humà neolític van ser carbó, ocre vermell i ocre groc. Les línies negres de l'art rupestre es dibuixaven amb les puntes de torxes cremades fetes d'una fusta amb resina. Es feien pigments de carbó vegetal cremant diferents fustes i productes animals, cadascun dels quals produïa un to diferent. El carbó es mol i després es barreja amb greix animal per fer el pigment.
La vinya negra es produïa a l'època romana cremant les branques tallades de la vinya. També es podia produir cremant les restes del raïm triturat, que es recollien i s'assecaven al forn. Segons l'historiador Vitruvi, la profunditat i la riquesa del negre produït corresponien a la qualitat del vi. Els millors vins produïen un negre amb un to blavós del color de l'indi.
El pintor del segle segle xv Cennino Cennini va descriure com es feia aquest pigment durant el Renaixement en el seu famós manual per a artistes: "...hi ha un negre que es fa amb els circells de la vinya. I aquests circells s'han de cremar. I quan s'han cremat, tireu-hi una mica d'aigua i apagueu-los i, a continuació, remeneu-los de la mateixa manera que l'altre negre. I aquest és un pigment magre i negre i és un dels pigments perfectes que fem servir."
Cennini també assenyalà que "hi ha un altre negre fet de closques d'ametlla o préssecs cremats i aquest és un negre perfecte i fi." Els negres fins semblants es feien cremant els pinyols del préssec, la cirera o l'albercoc. El carbó vegetal en pols es barrejava amb goma aràbiga o el groc d'un ou, per fer una pintura.
Diferents civilitzacions cremaven diferents plantes per produir pigments de carbó vegetal. Els inuits d'Alaska feien servir carbó de llenya barrejat amb sang de foca per pintar màscares i objectes de fusta. Els polinesis cremaven cocos per produir el pigment.
- Làmpada negra: s'utilitzava com a pigment per a la pintura i els frescos, com a tint per a teixits, i en algunes societats per fer tatuatges. El pintor florentí del segle segle xv Cennino Cennini descrigué com es feia durant el Renaixement: "... agafeu un llum ple d'oli de llinosa i enceneu-lo. Després col·loqueu-lo, encès, sota una paella ben neta i assegureu-vos que la flama de la làmpada estigui a dos o tres dits del fons de la paella. El fum que surti de la flama colpejarà el fons de la paella i s'agruparà, fent-se espès. Espereu una mica. Agafeu la paella i raspalleu aquest pigment (és a dir, aquest fum) sobre paper o en una olla amb alguna cosa. I no cal triturar-lo perquè és un pigment molt fi. Torneu a omplir el llum amb l'oli i poseu-lo sota la cassola diverses vegades i, d'aquesta manera, feu-ne tant com calgui."[42] Aquest mateix pigment fou utilitzat pels artistes indis per pintar les coves d'Ajanta, i com a colorant a l'antic Japó.[41]
- Negre d'ivori, també conegut com a carbó animal, es produïa originalment cremant ivori i barrejant la pols de carbó resultant amb oli. El color encara es fa avui, però els ossos d'animals normals es substitueixen per l'ivori.
- Mart Black és un pigment negre fet d'òxids de ferro sintètics. S'utilitza habitualment en aquarel·les i pintures a l'oli. Pren el nom de Mart, el déu de la guerra i patró del ferro.

#### Tints
Els tints negres de bona qualitat no es van conèixer fins a mitjans del segle xiv. Els colorants primerencs més comuns es feien a partir d'escorça, arrels o fruits de diferents arbres; generalment nous, castanyers o certes alzines. Els negres produïts sovint eren més grisos, marrons o blavosos. El drap s'havia de tenyir diverses vegades per enfosquir el color. Una solució utilitzada pels tintorers era afegir al colorant unes llimadures de ferro, riques en òxid de ferro, que donaven un negre més profund. Una altra n'era tenyir primer la tela de blau fosc, i després tenyir-la de negre.
Finalment es va trobar un colorant negre molt més ric i profund fet amb gales de roure i ferro. Una de les receptes més antigues figura en el Llibre de la contemplació de Ramon Llull.
El tint era molt car; calia una gran quantitat de fruita seca per a una quantitat ínfima de colorant. La fruita seca que feia el millor colorant provenia de Polònia, l'est d'Europa, el Pròxim Orient i el nord d'Àfrica. A partir del segle xiv, si fa no fa, el colorant de fruita es va utilitzar per a la roba dels reis i prínceps d'Europa.
Una altra font important de colorants negres naturals a partir del segle xvii fou l'Haematoxylum campechianum, que també produïa tints vermellosos i blavosos. És una espècie d'arbre amb flors de la família de les lleguminoses, les Fabaceae, originària del sud de Mèxic i el nord d'Amèrica Central. La nació actual de Belize va créixer a partir dels campaments de troncs anglesos del segle xvii.
Des de mitjan segle xix, els colorants negres sintètics han substituït en gran part els colorants naturals. Un dels negres sintètics importants és la nigrosina, una barreja de colorants negres sintètics (CI 50415, negre solvent 5) que es fa escalfant una barreja de nitrobenzè, anilina i clorhidrat d'anilina en presència d'un catalitzador de coure o ferro. Els seus principals usos industrials són com a colorant per a laques i vernissos i en tintes de retoladors.

#### Tintes
Les primeres tintes conegudes les feren els xinesos, i es remunten al segle xxiii aC. Feien servir tints vegetals naturals i minerals com el grafit molt amb aigua i aplicat amb un pinzell de tinta. S'han trobat primeres tintes xineses similars a les modernes barres de tinta, que daten aproximadament de l'any 256 aC, al final del període dels Regnes Combatents. Es produïen a partir de sutge, normalment cremant fusta de pi, barrejat amb cola animal. Per fer tinta a partir d'una barra de tinta, la barra es tritura contínuament contra una pedra de tinta amb una petita quantitat d'aigua per produir un líquid fosc que després s'aplica amb un pinzell de tinta. Els artistes i cal·ligrafs podien variar el gruix de la tinta resultant reduint o augmentant la intensitat i el temps de submersió de la tinta. Aquestes tintes produïen l'ombrejat delicat i els efectes subtils o dramàtics de la pintura amb pinzell xinesa.
La tinta xinesa és una tinta negra que antigament s'utilitzava àmpliament per a escriure i imprimir, i que ara s'utilitza més habitualment per dibuixar, especialment en còmics i tires còmiques. La tècnica per fer-la probablement provenia de la Xina. La tinta xinesa s'utilitza a l'Índia almenys des del segle iv aC, on s'anomenava masi. A l'Índia, el color negre de la tinta provenia de carbó animal, quitrà, brea i altres substàncies.
Els antics romans tenien una tinta d'escriptura negra que anomenaven atramentum librarium. Aquest nom prové de la paraula llatina atrare, que significava 'fer quelcom negre'. Normalment es feia, com la tinta xinesa, amb sutge, tot i que una varietat, anomenada atramentum elephantinum, es feia cremant l'ivori dels elefants.
La fruita seca també s'utilitzava per fer tinta d'escriptura negra fina. La tinta ferrogàlica era una tinta de color porpra-negre o marró-negre feta amb sals de ferro i àcids tànnics de la nou de gall. Va ser la tinta estàndard d'escriptura i dibuix a Europa, des del segle xii fins al segle xix, aproximadament, i es va mantenir en ús fins ben entrat el segle xx.

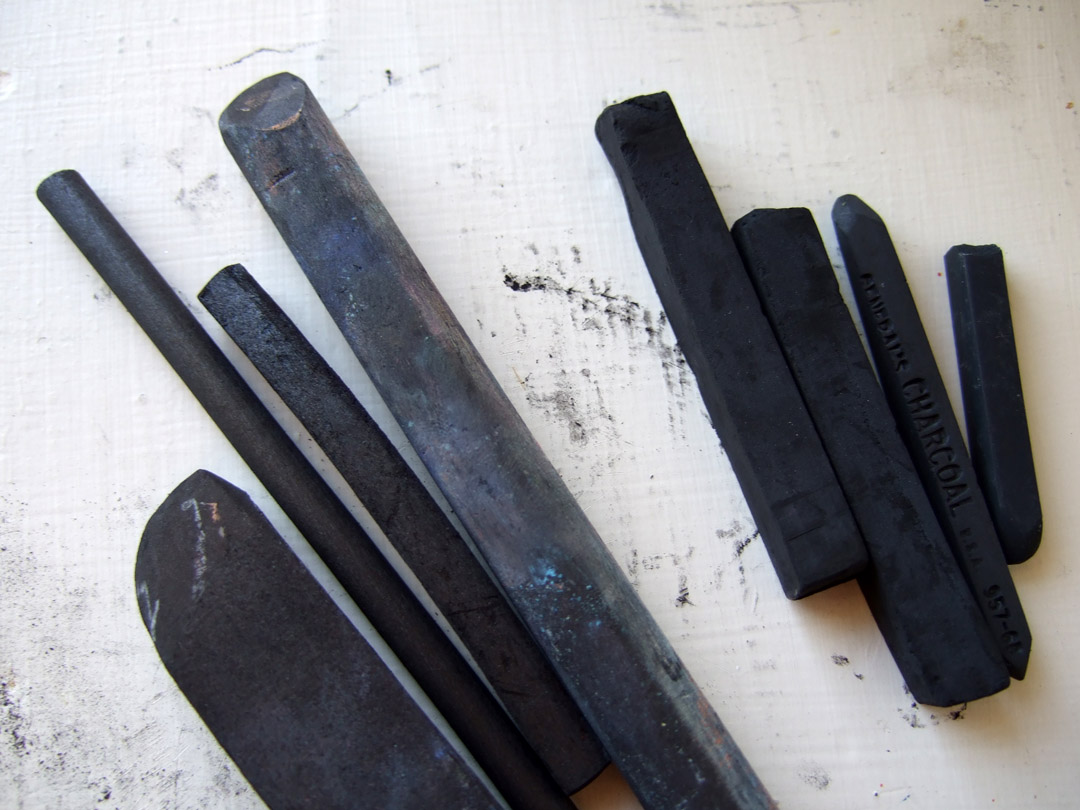
Vares de carbó de vinya i carbó vegetal comprimit. El carbó vegetal, juntament amb l'ocre vermell i groc, fou un dels primers pigments utilitzats en el Paleolític
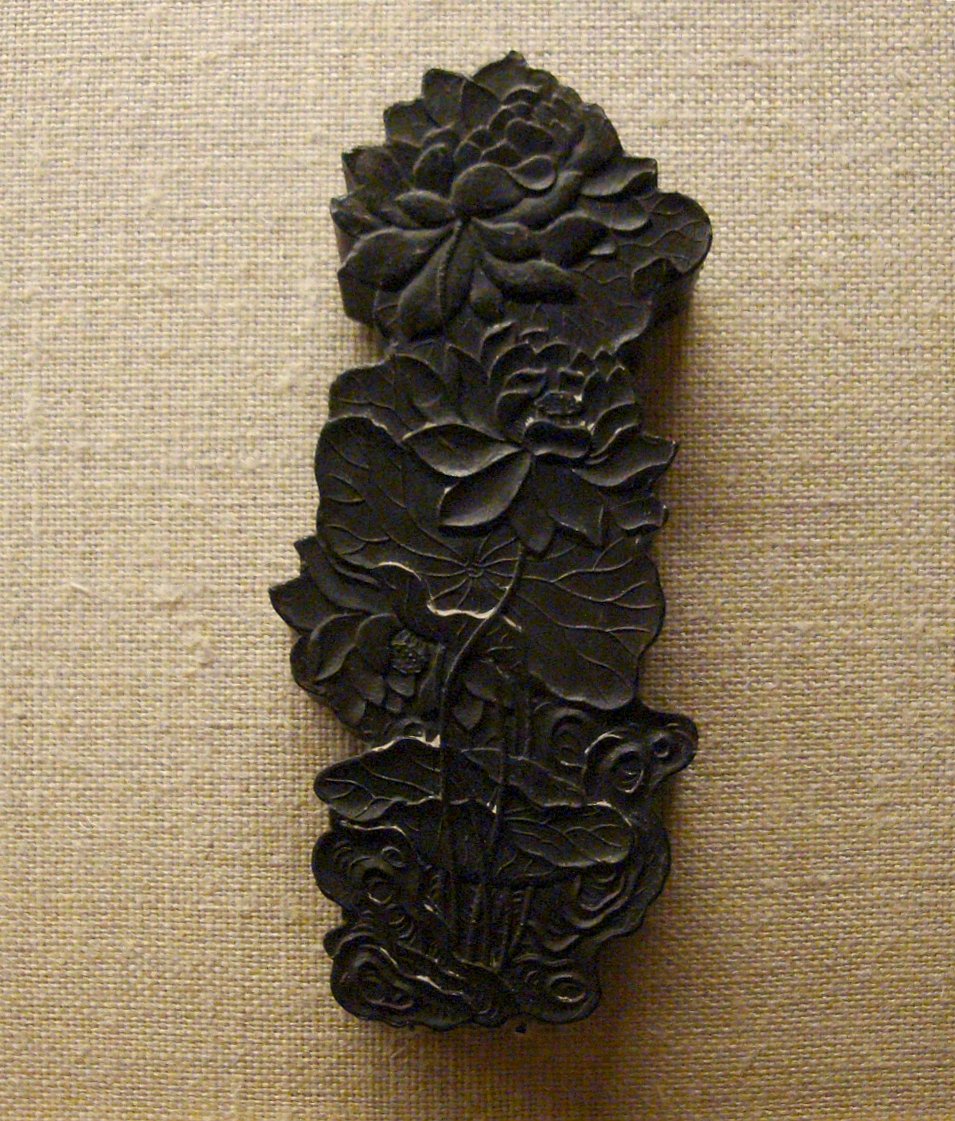
Una barra de tinta xinesa, en forma de lotus i flors. Les barres de tinta s'utilitzen en la cal·ligrafia xinesa i la pintura amb pinzell
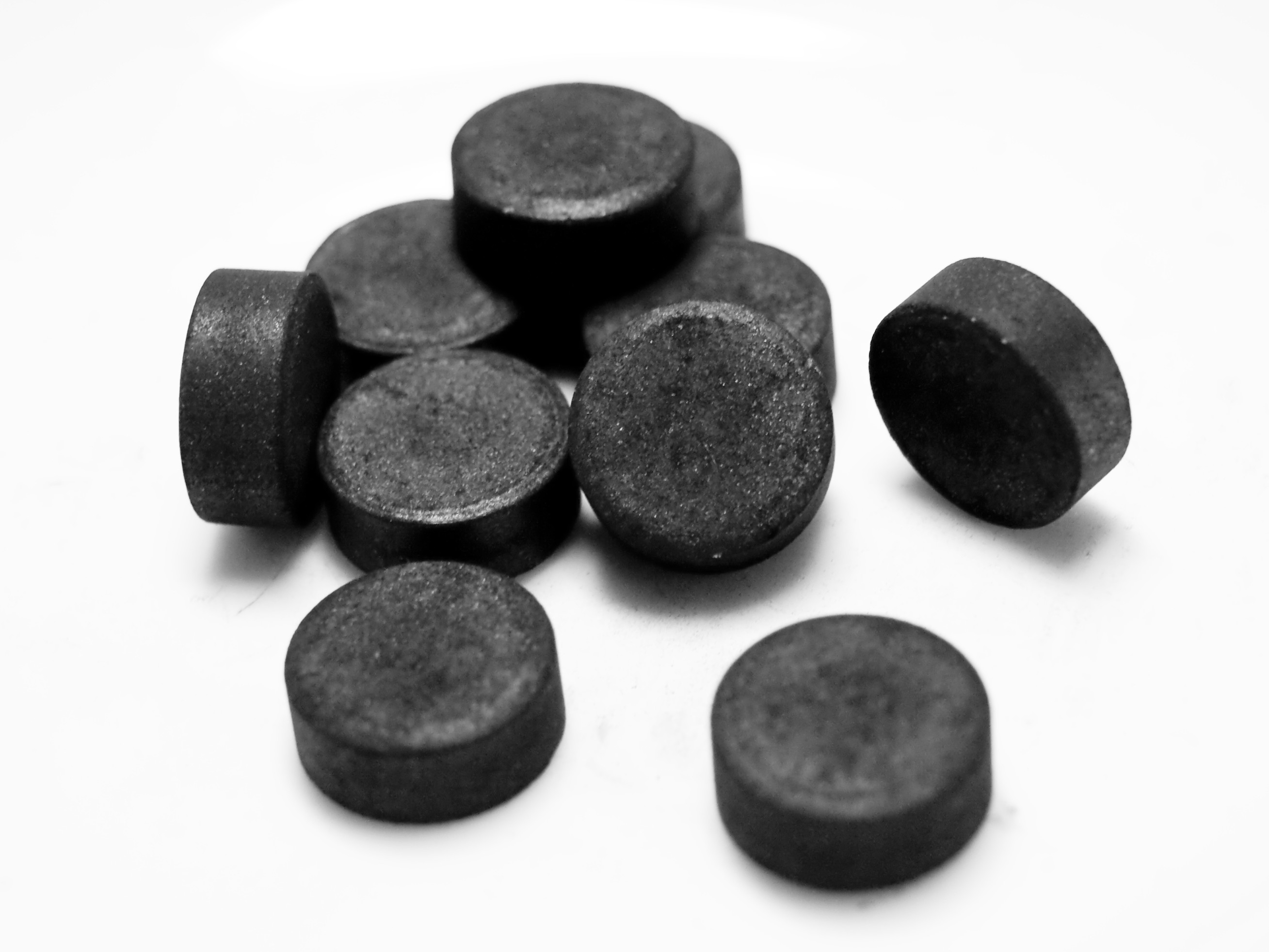
Negre d'ivori o carbó animal, un pigment negre natural fet per la crema d'ossos d'animals
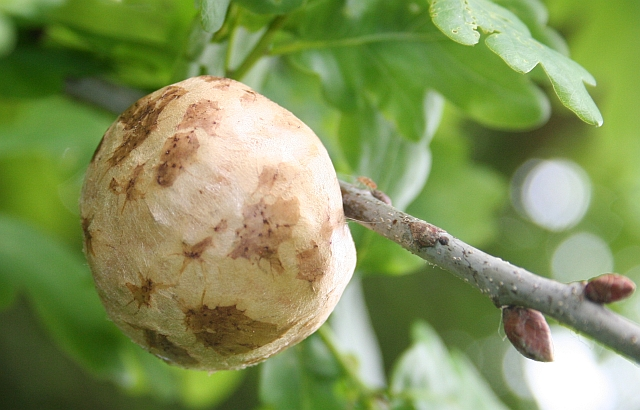
La gales de roure foren la principal font de colorant negre i tinta d'escriptura negra des del segle xiv fins al segle xix
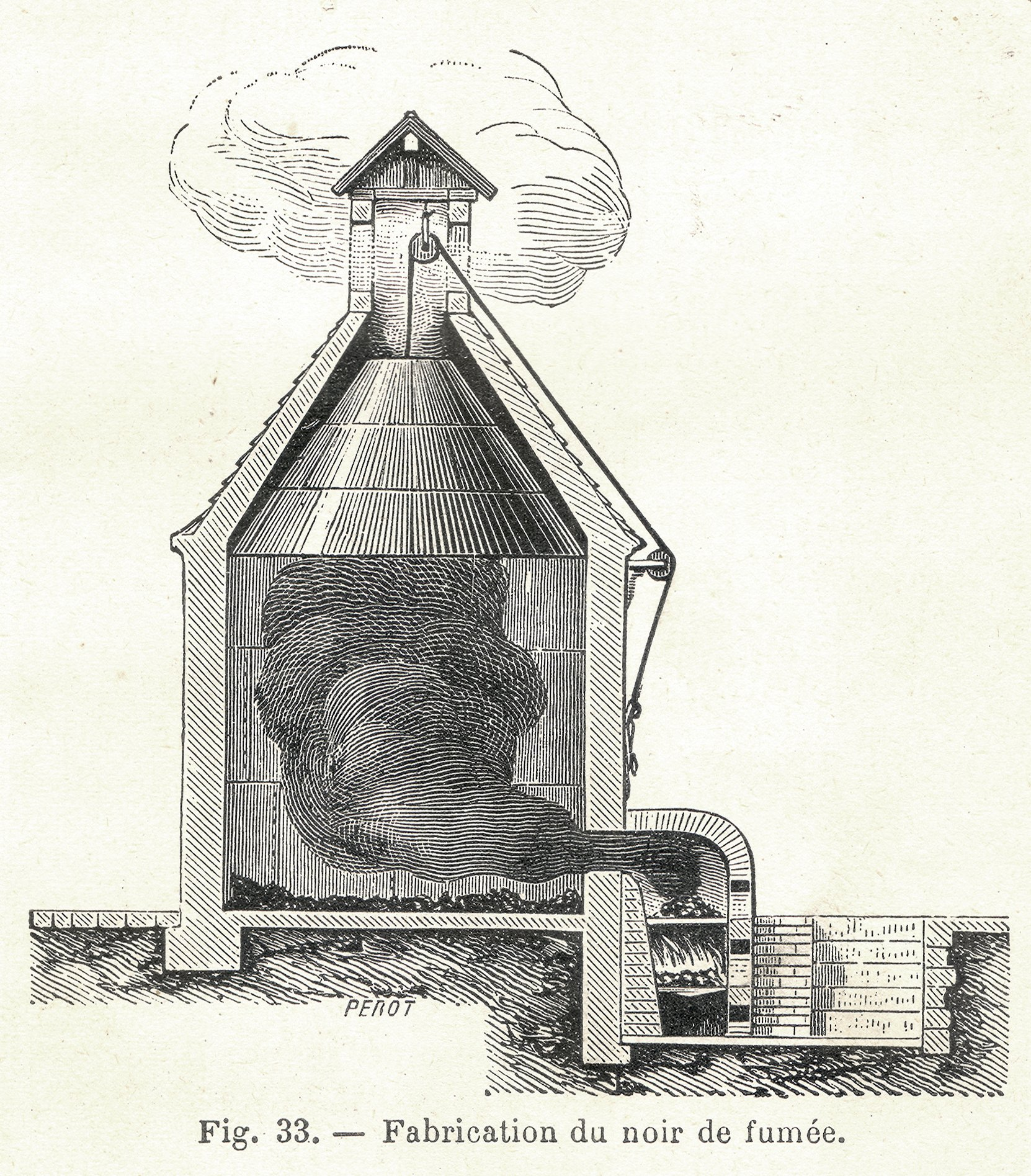
Producció industrial de llum negra, realitzada mitjançant la producció, recollida i refinat de sutge, l'any 1906

### Astronomia
- Un forat negre és una regió de l'espaitemps on la gravetat impedeix que qualsevol cosa, inclosa la llum, s'escapi.[55] La teoria de la relativitat general prediu que una massa prou compacta deformarà l'espaitemps per formar un forat negre. Al voltant d'un forat negre hi ha un límit definit matemàticament anomenat horitzó d'esdeveniments, que marca el punt de no retorn. S'anomena "negre" perquè absorbeix tota la llum que arriba a l'horitzó, sense reflectir res, igual que un cos negre perfecte en termodinàmica.[56][57] S'espera que es formin forats negres de massa estel·lar quan col·lapsen estrelles molt massives al final del seu cicle de vida. Després que s'hagi format un forat negre, pot continuar creixent absorbint massa del seu entorn. En absorbir altres estrelles i fusionar-se amb altres forats negres, es poden formar forats negres supermassius de milions de masses solars. Hi ha consens general que els forats negres supermassius existeixen al centre de la majoria de les galàxies. Encara que un forat negre en si és negre, el material que cau forma un disc d'acreció, un dels tipus d'objectes més brillants de l'univers.
- La radiació del cos negre es refereix a la radiació que prové d'un cos a una temperatura determinada en què tota l'energia entrant (llum) es converteix en calor.
- El cel negre fa referència a l'aparició de l'espai, quan s'emergeix a l'atmosfera terrestre.

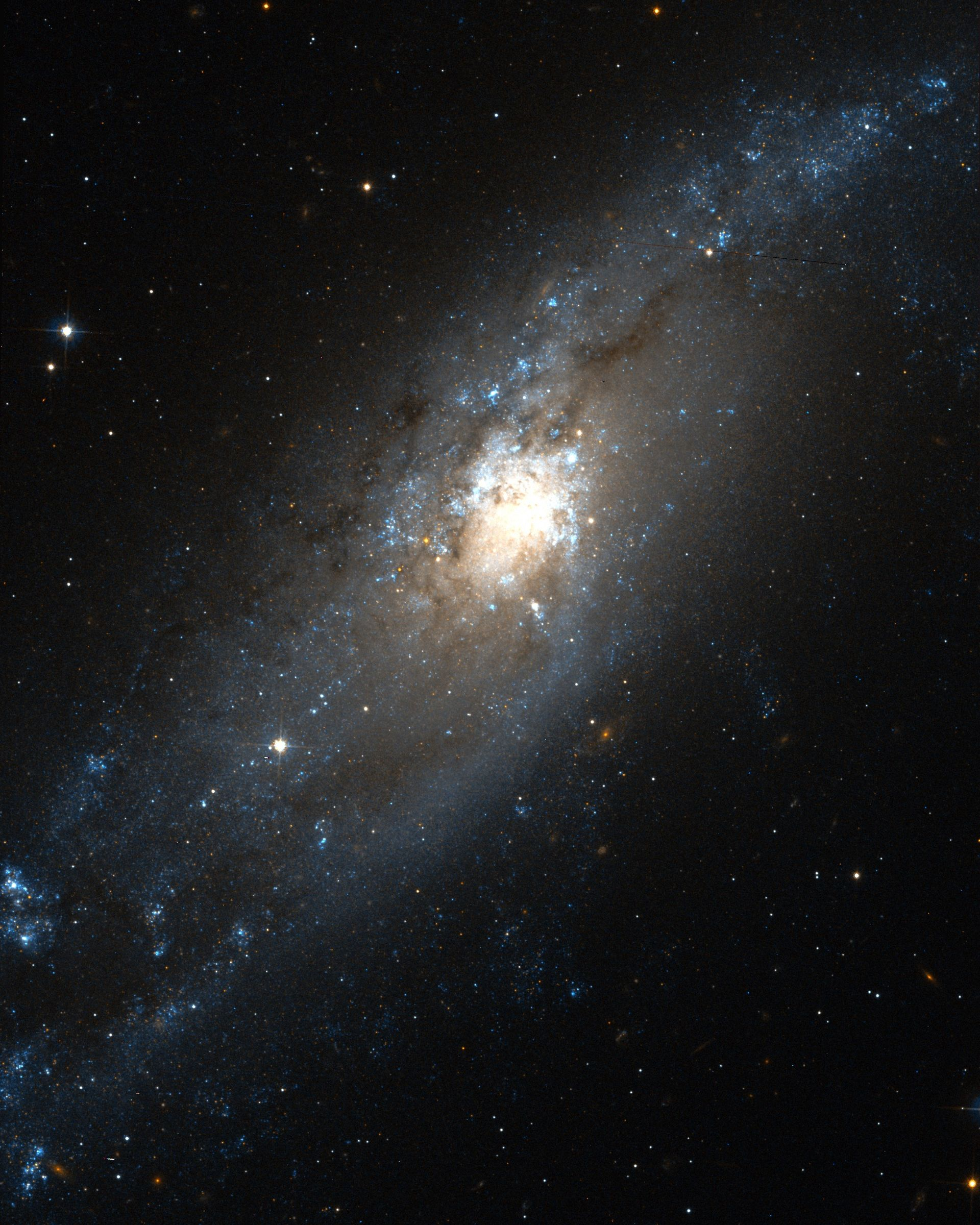
Imatge de la galàxia NGC 406 des del telescopi espacial Hubble
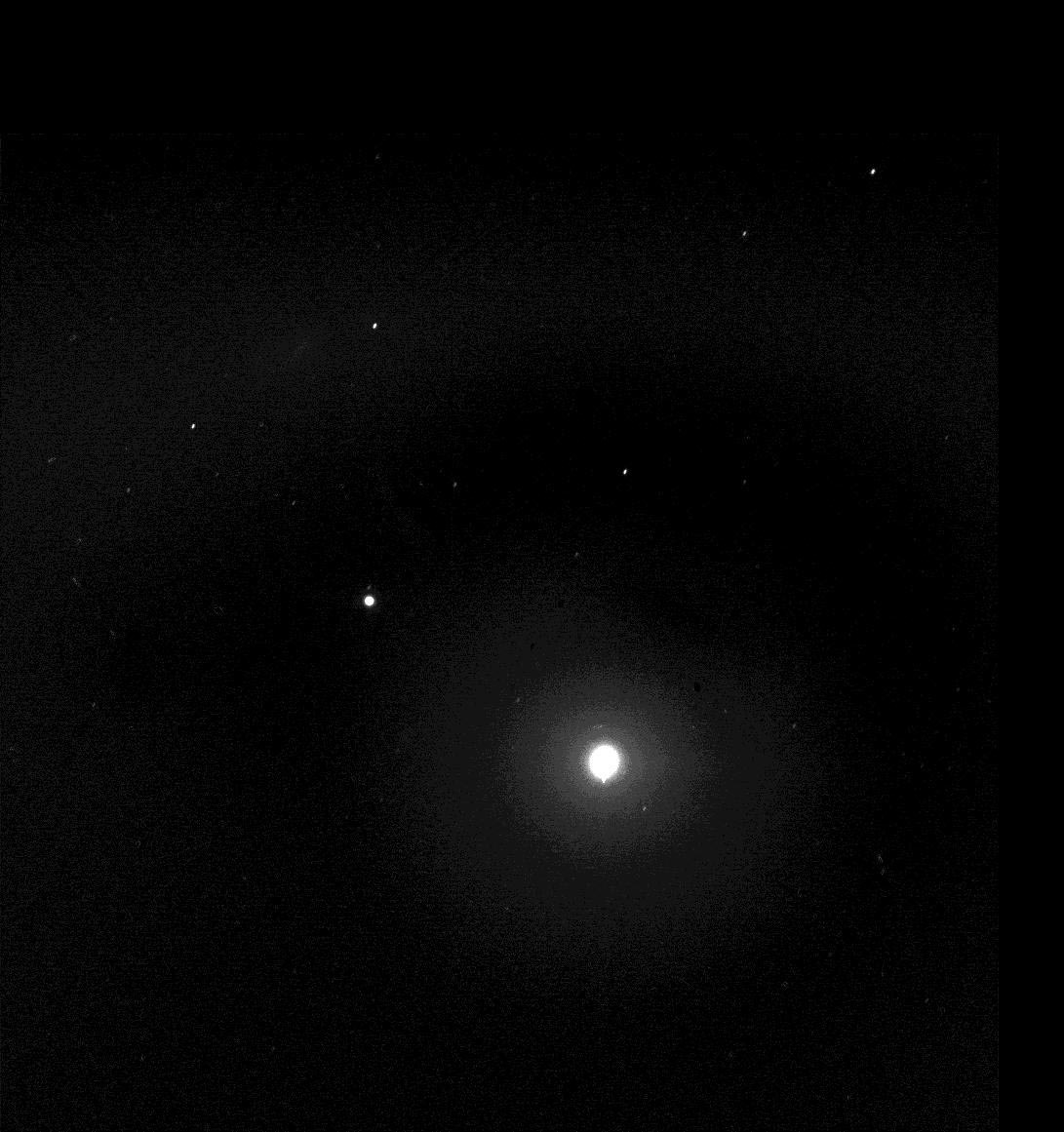
El cel nocturn vist des de Mart, amb les dues llunes de Mart visibles, presa pel Spirit Rover de la NASA
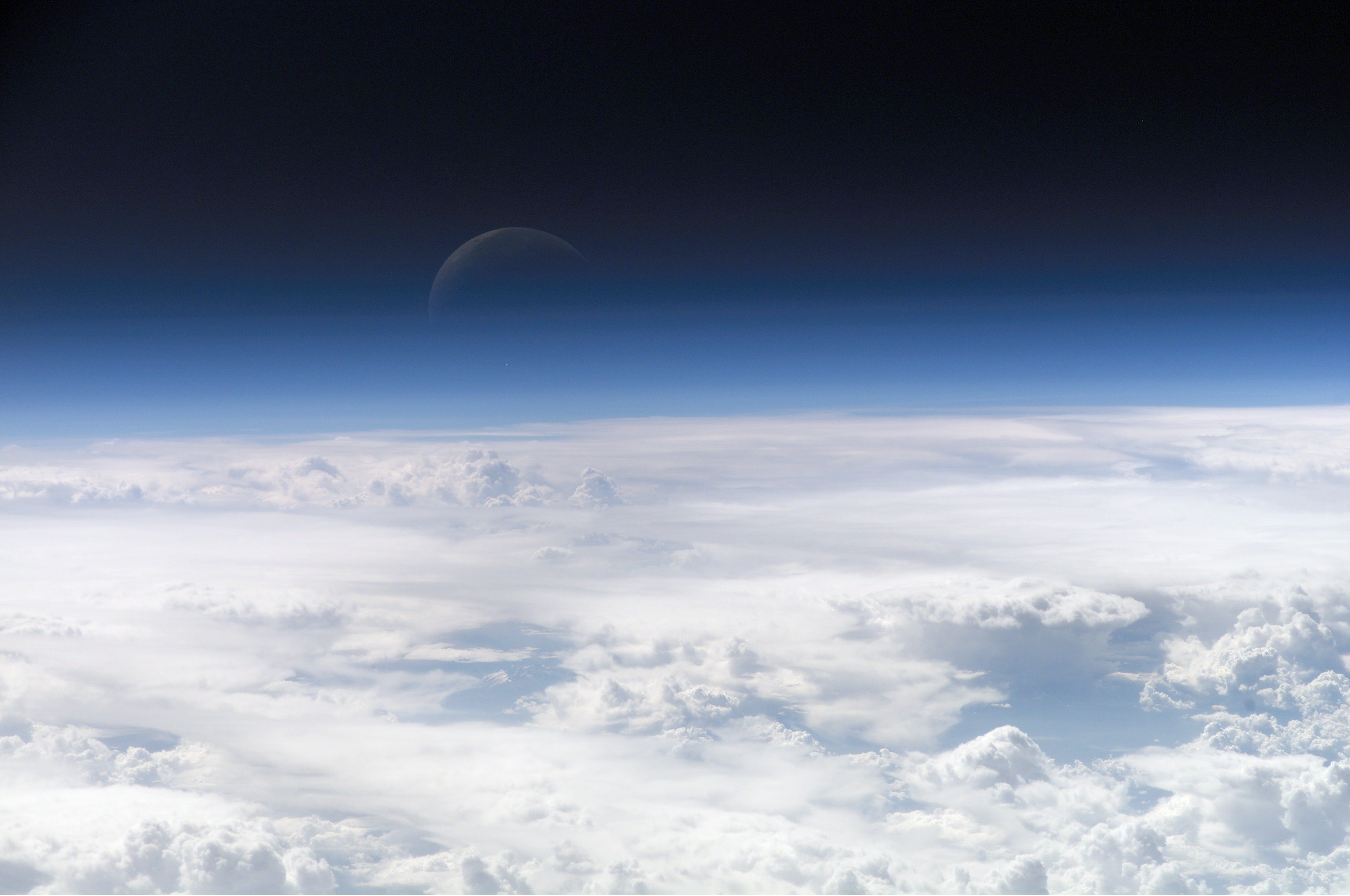
Fora de l'atmosfera terrestre, el cel és negre dia i nit
Una il·lustració de la paradoxa d'Olbers (vegeu més avall)
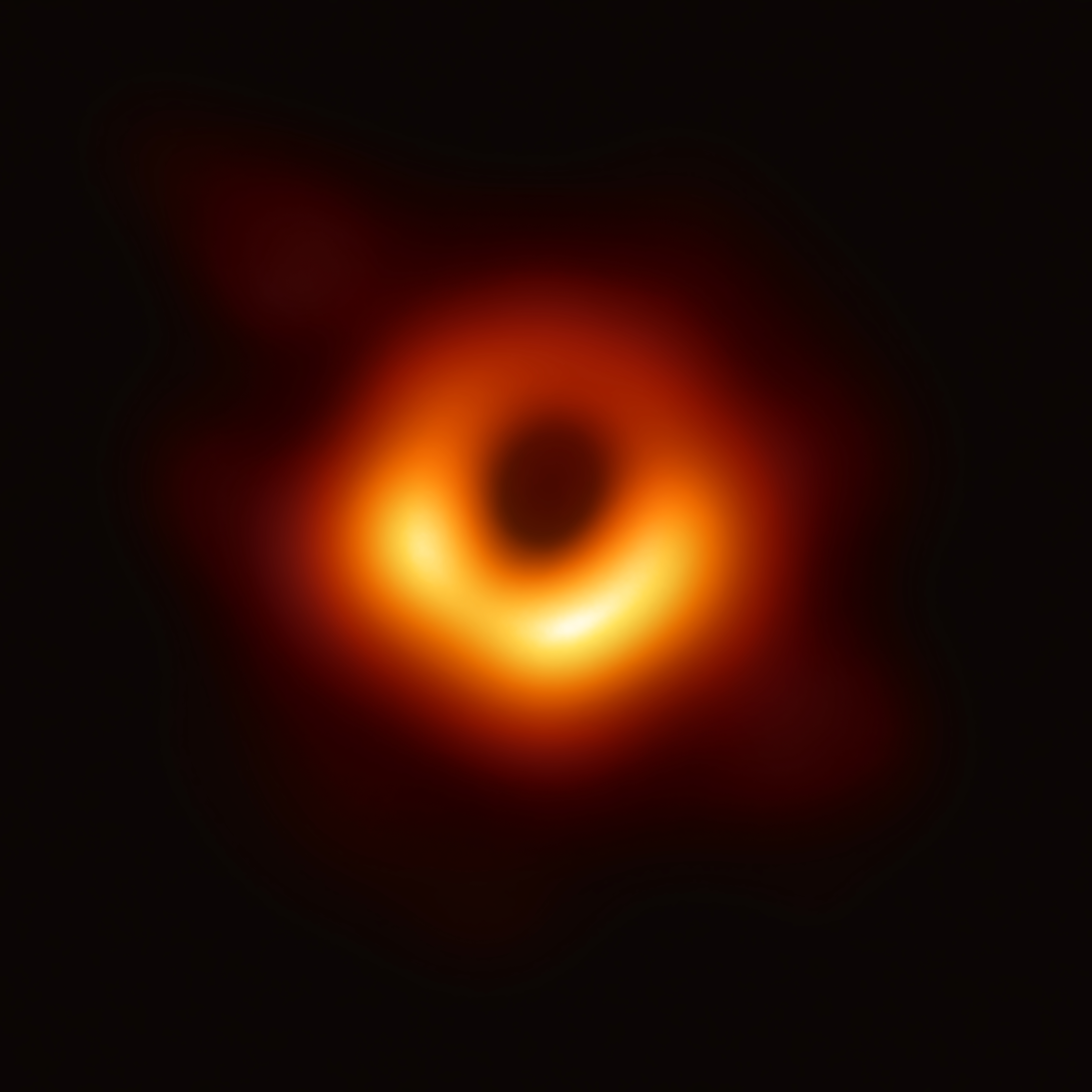
Imatge del forat negre central de Messier 87 presa pel Telescopi Event Horizon

#### Per què el cel nocturn i l'espai són negres?: paradoxa d'Olbers
El fet que l'espai exterior sigui negre de vegades s'anomena paradoxa d'Olbers. En teoria, com que l'univers és ple d'estrelles, i es creu que és infinitament gran, s'esperaria que la llum d'un nombre infinit d'estrelles fos suficient per il·luminar de manera brillant tot l'univers tot el temps. Tanmateix, el color de fons de l'espai exterior és negre. Aquesta contradicció fou observada per primera vegada l'any 1823 per l'astrònom alemany Heinrich Wilhelm Matthias Olbers, que va plantejar la pregunta de per què el cel nocturn era negre.
La resposta acceptada actualment és que, tot i que l'univers pot ser infinitament gran, no és infinitament vell. Es creu que té uns 13.800 milions d'anys, de manera que només podem veure objectes a la distància que la llum pot recórrer en 13.800 milions d'anys. La llum de les estrelles més llunyanes no ha arribat a la Terra i no pot contribuir a fer que el cel sigui brillant. A més, a mesura que l'univers s'està expandint, moltes estrelles s'estan allunyant de la Terra. A mesura que es mouen, la longitud d'ona de la seva llum es fa més llarga, per l'efecte Doppler, i es desplaça cap al vermell, o fins i tot es fa invisible. Com a resultat d'aquests dos fenòmens, no hi ha prou llum estel·lar per fer que l'espai sigui més que negre.
El cel diürn a la Terra és blau perquè la llum del Sol colpeja les molècules de l'atmosfera terrestre i dispersa la llum en totes direccions. La llum blava s'escampa més que altres colors i arriba a l'ull en major quantitat, fent que el cel diürn sembli blau. Això es coneix com a difusió de Rayleigh.
El cel nocturn a la Terra és negre perquè la part de la Terra que experimenta la nit està mirant cap al Sol, la llum del Sol està bloquejada per la mateixa Terra i no hi ha cap altra font de llum brillant nocturna als voltants. Per tant, no hi ha prou llum per sofrir la dispersió de Rayleigh i fer que el cel sigui blau. A la Lluna, en canvi, com que pràcticament no hi ha atmosfera per dispersar la llum, el cel és negre tant de dia com de nit. Això també és cert per a altres llocs sense atmosfera, com ara Mercuri.

## Usos i connotacions
- La màgia negra és una forma de màgia amb connotacions negatives, per això és el color de les bruixes.
- També s'anomena així la gent d'ètnia negroide.
- Una llista negra és una relació de persones o coses no desitjables.
- Una ovella negra és una persona que no segueix les regles estipulades o no s'adequa a les característiques d'un grup.
- Tenir un dia negre és tenir un mal dia.
- De tenir mala sort també se'n diu tenir la negra.
- Un forat negre és un objecte celeste de densitat tan gran que no deixa escapar la llum.
- És el color de dol per la mort a Occident (a Orient ho és el blanc, en canvi).
- La novel·la negra o el cinema negre tracten sobre crims, espies, investigacions, detectius...
- L'humor negre tracta de temes seriosos com la mort o el dolor des d'un punt de vista cínic i irreverent.
- S'anomena negre l'escriptor que escriu per a un altre qui signa la seva obra, per diners o altra mena de retribució.
- Un gat negre sovint és símbol de mala sort en la superstició.
- El cinturó negre és el grau màxim de moltes arts marcials.
- La caixa negra dels transports conté les dades del vehicle, quilòmetres recorreguts, incidències...
- Les Camises Negres eren el símbol del feixisme italià.
- El mercat negre és el comerç il·legal, com per exemple el tràfic de drogues o el contraban.
- El diner negre és el que es paga i es cobra fora del control de les administracions.
- És un color associat a l'anarquisme (bandera negra).
- En heràldica simbolitza la ignorància i el dubte.
- En la roba acostuma a ser associat a l'elegància i la seriositat. D'aquesta manera és el color tradicional de la indumentària d'àrbitres, jutges i capellans.
- La pesta negra és una malaltia que assolà Europa a l'edat mitjana.
- El Dimarts Negre fou el dia en què esclatà la Gran Depressió.
- Un triangle negre marcava als asocials en el nazisme.

## Tonalitats del negre
- Eben